# Sauber Motorsport
A Sauber Motorsport AG é uma empresa suíça de engenharia automobilística. Foi fundada na década de 1970 (como PP Sauber AG) por Peter Sauber, que progrediu através de corrida de montanha e do Campeonato Mundial de Resistência até chegar à Fórmula 1 em 1993.
Em 1984 a equipe ganhou as 24 Horas de Le Mans e em 1989 o Campeonato Mundial de Resistência, usando motor Mercedes e correndo contra as fortes equipes da Jaguar e da Porsche.
Estreou na Fórmula 1 em 1993 com motores Ilmor rebatizados de Sauber, e em 1994 utilizou motores Mercedes. De 1997 a 2005, utilizou motores da Ferrari rebatizados de Petronas (nome da empresa patrocinadora na época). Não tendo vencido um Grande Prêmio como independente, a equipe foi vendida para a BMW em 2005, com a equipe competindo sob a denominação BMW Sauber de 2006 a 2009, conquistando uma vitória, no Grande Prêmio do Canadá de 2008. No final da temporada de 2009, a BMW saiu da Fórmula 1 e o futuro da equipe permaneceu incerto por vários meses, até que foi vendida de volta para Peter Sauber e garantiu sua permanência em 2010, com a equipe voltando a usar motores Ferrari. Apesar de não ter mais nenhuma ligação com a BMW, mas, devido a problemas com o Pacto de Concórdia, a equipe permaneceu como "BMW Sauber" para a temporada de 2010. Em março de 2010, Peter Sauber anunciou planos para mudar o nome da equipe durante a temporada, mas a FIA anunciou que ele teria que esperar até o final da temporada para mudar o nome da equipe. No início da temporada de 2011, a Sauber abandonou o nome BMW.
Até meados de 2016, Peter Sauber detinha 66,6% das ações da equipe, com o restante pertencendo à então diretora executiva, Monisha Kaltenborn; ela tinha sido uma figura de liderança na equipe desde a retirada da BMW. A equipe foi vendida durante a temporada de 2016 para a empresa de investimentos suíça Longbow Finance SA, com Pascal Picci assumindo o posto de Peter Sauber como presidente do conselho e presidente da equipe. Em junho de 2018, foi noticiado que a Longbow Finance transferiu sua participação na Sauber para a Islero Investments AG, uma empresa com sede em Hinwil — mesma cidade-sede da equipe — criada pela Longbow Finance e, que tem na sua composição acionária nomes como o próprio Pascal Picci, além de Alessandro Bravi e Frédéric Vasseur, este último sendo o então diretor executivo e chefe de equipe da Sauber.
Após um acordo de patrocínio, a equipe deixou de existir sob a denominação Sauber no início de 2019, quando foi renomeada para Alfa Romeo, mas a estrutura de propriedade e gerenciamento da equipe permaneceram inalteradas e independentes. Porém, em 26 de agosto de 2022, a Alfa Romeo anunciou o fim da parceria com a equipe suíça após o fim da temporada de 2023. Entretanto, a Stake e a Kick deram continuidade aos acordos de patrocínio assinados com a equipe, com a Kick também adquirindo os direitos de nomenclatura do chassi por duas temporadas, com isso, a equipe foi oficialmente renomeada para Stake F1 Team Kick Sauber (mas sendo comumente tratada apenas como Stake F1 Team, Kick Sauber F1 Team ou Kick Sauber) para as temporadas de 2024 e 2025. Com a equipe de Fórmula 1 da Sauber estando prevista para ser transformada na equipe de fábrica da Audi para a disputa da categoria máxima do automobilismo mundial a partir da temporada de 2026.

## Carros esportivos
Peter Sauber, que já era piloto, começou a construir carros esportivos na década de 1970, para competir em diversas categorias de turismo na Europa. Em 1978, a equipe do suíço termina em segundo lugar nas 24 Horas de Le Mans. Depois de usar motores Mercedes V8 turbocompressor na década de 1980, sua equipe tornou-se a equipe oficial de fábrica da Mercedes-Benz, revivendo a lenda da Flechas de Prata. A equipe venceu as 24 horas de Le Mans e o Campeonato Mundial de Resistência (1989 e 1990), competindo contra a Jaguar e a Porsche. Entre outros, pilotos como Heinz-Harald Frentzen, Michael Schumacher, Karl Wendlinger, Jochen Mass, Jean-Louis Schlesser e Mauro Baldi competiram pela Sauber.

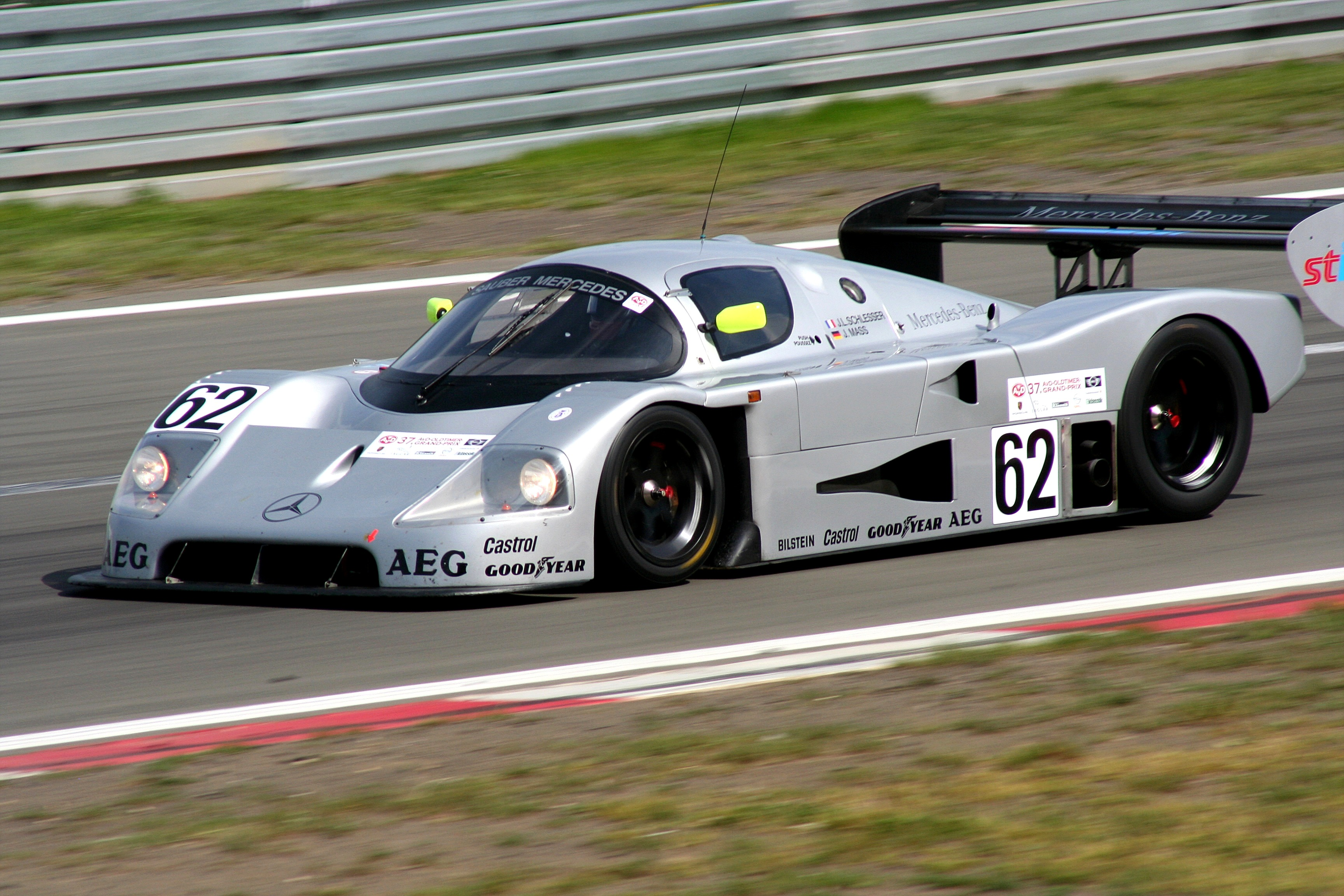
A equipe Sauber-Mercedes conquistou a vitória nas 24 Horas de Le Mans de 1989 com o Sauber-Mercedes C9.

A Sauber participou de várias outras categorias de corrida antes de seu envolvimento na Fórmula 1, incluindo o Campeonato Suíço de Resistência e o Campeonato Mundial de Resistência. O primeiro automóvel Sauber, C1, foi construído em 1970. A Sauber, em parceria com a Mercedes, venceu a corrida de 24 horas de Le Mans em 1989 e o Campeonato Mundial de Protótipos de Resistência em 1989 e 1990 com o Sauber C9 e o Mercedes-Benz C11 respectivamente.
A Sauber também construiu uma versão do Group 5 do BMW M1.

## Fórmula 1
A tradição da Sauber nas categorias de turismo fez com que Peter decidisse, em 1991, que a construtora iria tentar a sorte no principal campeonato do automobilismo mundial, mas sem o apoio direto da Mercedes, que apenas "observou" o projeto. Assim, a Sauber utiliza seus próprios motores, com base em motores Ilmor de 10 cilindros, para a temporada de 1993 com a inscrição "Concept by Mercedes-Benz" no motor.

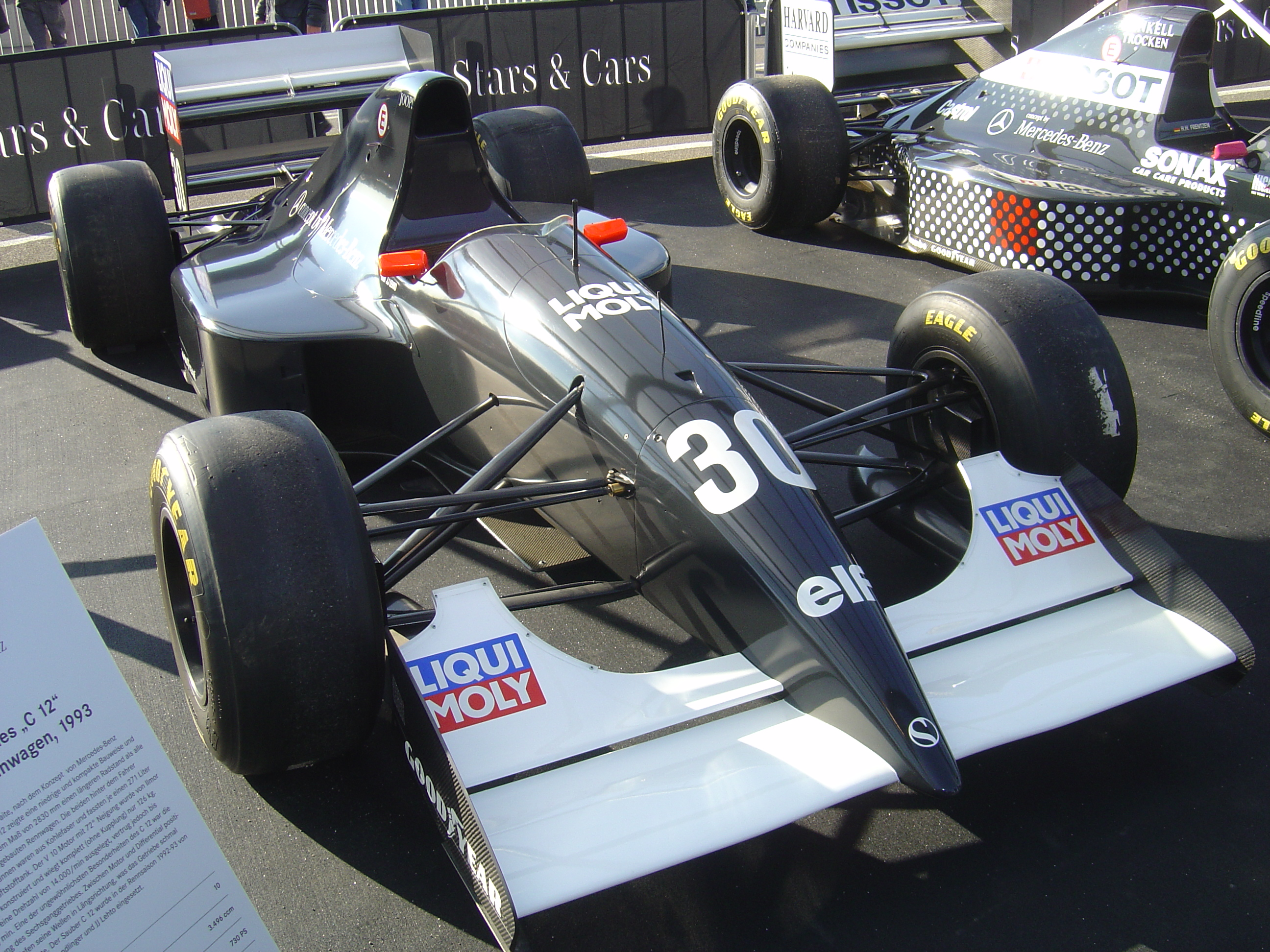
Sauber C12 utilizada na Temporada de 1993, primeira da escuderia na F-1. O carro foi pilotado pelo austríaco Karl Wendlinger e pelo finlandês JJ Lehto.

A dupla escolhida era composta pelo finlandês JJ Lehto e o austríaco Karl Wendlinger (ex-Leyton House e March), duas promessas que nunca vingaram na categoria. Logo na estreia da equipe, dois bons lugares no grid (6º e 10º), no Grande Prêmio da África do Sul, e o finlandês marca os primeiros 2 pontos da Sauber com o quinto lugar, enquanto Karl abandona. Abandonos esses que impediram os pontos nos GPs do Brasil, da Europa (em Donington Park), e em San Marino o motor de Lehto quase deixa o finlandês na mão na última volta, mas o nórdico consegue manter a quarta colocação, colocando mais três pontos para a Sauber, deixando o piloto na então sétima colocação do campeonato.
Mas a rotina de abandonos permanece com a equipe na Espanha. Em Mônaco, Lehto bate e Karl chega apenas na 13ª colocação. No entanto, no GP seguinte, a Sauber tem um desempenho invejável - o austríaco termina no 6º lugar, marcando seu primeiro ponto na temporada, seguido logo atrás por JJ, que chega em 7º. Depois de ficar sem pontuar nas duas etapas seguintes, Karl marca novamente 1 ponto na Hungria. Após um intervalo na Bélgica, Wendlinger alcança um ótimo 4º lugar em Monza - ficando na frente do veterano Riccardo Patrese - , garantindo assim mais 3 pontos para a equipe. O bom desempenho do piloto se repete no próximo GP, com a 5ª colocação e 2 pontos.
O saldo final da primeira temporada da Sauber foi bom. Mesmo com motores próprios, ela marca 12 pontos, terminando na 6ª colocação geral, empatada com a lendária Lotus, e tendo Karl Wendlinger no 11º lugar, - em sua melhor participação na categoria - e JJ Lehto em 13º -  que depois dos 5 pontos iniciais não conseguiu marcar mais. O bom desempenho do time faz com que a Mercedes anuncie que fornecerá os motores para a temporada de 1994.

### Mercedes e Ford: A Era Frentzen

#### 1994
Em 1994, a Mercedes toma o controle da Ilmor, adquirindo os 25% que a Chevrolet possuía da montadora, criando a "Mercedes-Ilmor" - divisão de motores de alta performance da empresa -, e fornece os motores oficialmente para a Sauber devido ao desempenho inesperado da equipe suíça em sua primeira temporada. No entanto os motores eram praticamente os mesmos, resultando num desempenho inferior ao do ano anterior, novamente conquistando 12 pontos, mas terminando o campeonato em 8º lugar.
A dupla de pilotos foi composta pelo estreante Heinz-Harald Frentzen, que já correra com Peter Sauber em outras categorias, e por Karl Wendlinger. Começou pontuando nas 3 primeiras corridas: Karl chegou em 6º no Brasil, Frentzen passou em 5º no GP do Pacífico, e Wendlinger, novamente, fatura um 4º no fatídico GP de San Marino.
Esse último fim de semana mudou a Fórmula 1 para sempre, com as mortes de Ayrton Senna e Roland Ratzenberger além do acidente assustador de Rubens Barrichello. O pesadelo parecia continuar quando, nos treinos do Grande Prêmio de Mônaco, Karl perdeu o controle da Sauber na saída do túnel e bateu forte na lateral, ficando inconsciente e posteriormente em coma durante várias semanas. Assim, Peter Sauber dá a ordem para Frentzen não participar da corrida no domingo.
Para substituir Wendlinger, veio o rodadíssimo Andrea de Cesaris, que, como de costume, quase nada fez, apesar do desempenho no GP da França, onde a Sauber conquistou um de seus melhores resultados, o melhor até então, com os dois carros nos pontos - Frentzen em 4º e De Cesaris em 6º, mas, depois disso, o italiano nem terminou outra prova e terminaria substituído por Lehto (afastado da Benetton por insuficiência técnica, nas duas últimas etapas), fato que foi rotineiro para a equipe em 1994, pois durante 5 GPs consecutivos, nenhum dos carros pretos completou.

#### A era Ford (1995–1996)

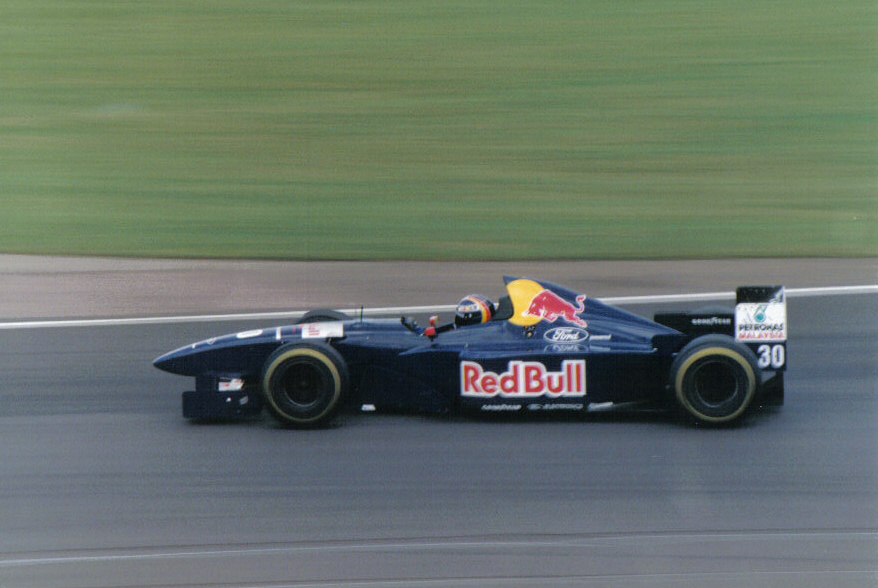
Heinz-Harald Frentzen pilotando a Sauber C14 no GP da Grã-Bretanha de 1995.

Para 1995, a Mercedes rompe a parceria de anos com Peter Sauber para se tornar fornecedora da McLaren, e quem passa a fazer a equipe andar é a interminável Ford Cosworth. Frentzen continua na equipe e Wendlinger, totalmente recuperado após o acidente gravíssimo em Monte Carlo, volta a correr. Mas o austríaco, fora de ritmo, não consegue repetir os grandes resultados de antes e abandona 3 das 4 etapas que correu. Enquanto Heinz-Harald pontuava em duas, Karl é substituído por Jean-Christophe Boullion, campeão da F-3000 de 94. Foi a única temporada deste francês na Fórmula 1.
- O primeiro pódio

Apesar de alguns abandonos (maioria de Boullion), a Sauber faz uma temporada regular, com uma sequência de 6 grandes prêmios consecutivos nos pontos, geralmente com Frentzen, resultando inclusive com o primeiro pódio dele e da equipe, no tumultuado Grande Prêmio da Itália, com o alemão na 3ª colocação, na mesma volta do líder, e Boullion em 6º, favorecidos pela retirada de mais da metade dos competidores, a melhor corrida da história da equipe até então.
Nas últimas etapas, Boullion é despedido para a volta de Wendlinger, após o fraco desempenho comparado ao seu parceiro. Desmotivado, o austríaco não segue na F-1 após não ter marcado nenhum ponto. No final das contas, a Sauber marca 18 pontos e conquista o 6º lugar.
Para 1996, a Sauber começa a utilizar a sua pintura característica, e ainda com os motores Ford Cosworth. Quem aparece é o experiente inglês Johnny Herbert, vindo do 4º lugar na temporada anterior com o título de construtores da Benetton, junto com Michael Schumacher. Mas a boa dupla de pilotos não rende muita coisa, e numa temporada péssima, a Sauber abandona a maioria das corridas, deixando de pontuar em outras tantas (a equipe pontuou em apenas 3 das 16 etapas), mas conquistou o segundo pódio da história com o 3º lugar de Herbert no confuso Grande Prêmio de Mônaco.

### O começo da era Petronas/Ferrari (1997)

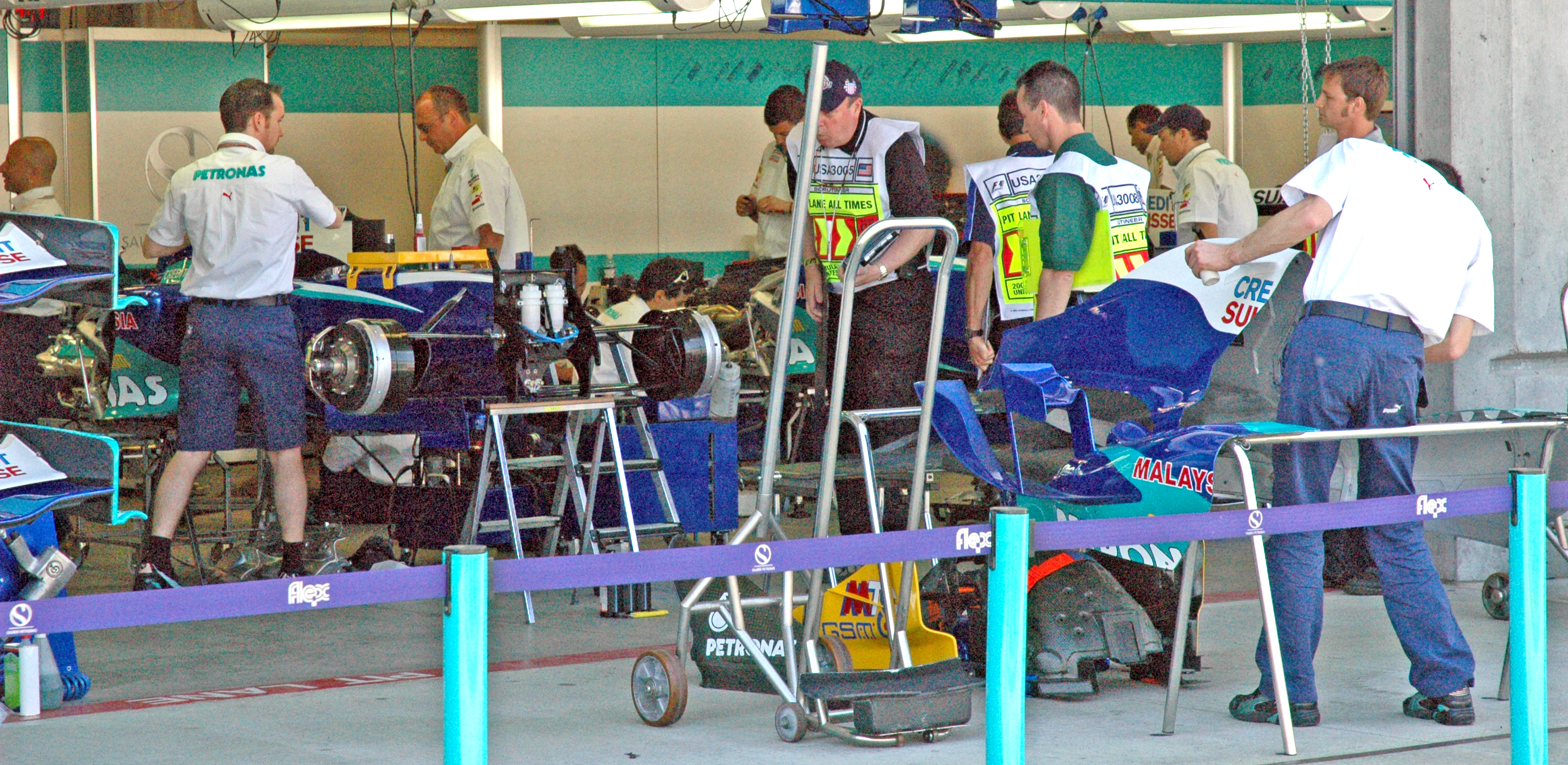
Garagem na Fórmula 1 em 2005, último ano da parceria Sauber-Petronas

Depois de 2 anos com os motores Ford Cosworth, Peter Sauber se acerta com a patrocinadora da temporada anterior, a petrolífera malaia Petronas. A empresa petrolífera malaia passa a modificar os motores antigos da Ferrari e fornecê-los para a Sauber, regime esse que se manteria de 1997 até 2005.
O primeiro ano da parceria tripla entre Sauber, Petronas e Ferrari começa com a chegada do experiente Nicola Larini, vindo por influência da Ferrari, para o lugar de Frentzen, que saíra em rumo da Williams, onde seria vice-campeão de 1997 (Schumacher acabaria desclassificado pela manobra antidesportiva no GP de Jerez). Apesar de ter pontuado na primeira etapa, Larini tem um desentendimento com Peter Sauber após o GP de Mônaco e sai da equipe - e da Fórmula 1. Em seu lugar revezaram o também italiano Gianni Morbidelli, que estava fora da F-1 desde 1995, e o jovem argentino Norberto Fontana, que não pontuaram na temporada. Herbert continua constante, alcançando um pódio com o 3º lugar no Grande Prêmio da Hungria. Foi uma temporada sem muitos abandonos, mas que apenas um piloto rende e a Sauber termina em um 7º lugar com dezesseis pontos (15 foram de Herbert).

#### A era das "trevas" (1998–2000)
Para 1998, a dupla prometia um desempenho bom. Junto com Herbert, é contratado o experiente francês Jean Alesi, que, assim como o inglês, vindo de um 4º lugar no campeonato pela Benetton, em 1997. Mas, devido a muitas quebras e abandonos, foram apenas 10 pontos, 4 conquistados no pódio pelo 3º lugar de Alesi na Bélgica (último pódio do francês), enquanto Herbert pontuou apenas na primeira etapa com o 5º lugar na Austrália. A colocação enganosa de 6º lugar foi devido ao domínio absoluto da McLaren e da Ferrari, que garfaram a maioria dos pontos disputados naquele ano (cerca de 289, as duas).
- A pior temporada e leve recuperação no ano seguinte

Alesi permanece na equipe em 1999, mas agora com o brasileiro Pedro Paulo Diniz, para a pior temporada da história da equipe. Os carros abandonam em mais de 75% das corridas, juntando-se isso a cinco 6ºs lugares, temos a 8ª colocação e 5 pontos. Ficou apenas na frente da Arrows e da Minardi, que somaram 1 ponto cada. O único destaque de todo o ano foi o segundo lugar no grid conquistado por Alesi no GP da Europa, marcado pelo acidente de Diniz, poucos segundos após a largada. O brasileiro, retirado com dificuldade de seu carro, teve apenas ferimentos leves.
Na virada do milênio, a Sauber mantém Pedro Paulo, enquanto o veterano finlandês Mika Salo, vindo como tapa-buracos em BAR e Ferrari na temporada anterior, substitui Alesi. O brasileiro não pontua, mas Salo faz uma campanha proporcionalmente boa, conquistando dois 6ºs e dois 5º lugares, resultando em 6 pontos, um a mais que a temporada passada. No entanto, os abandonos são poucos, e a Sauber voltou a se acertar, pelo menos quanto ao carro.

#### Altos e baixos (2001–2005)
- A melhor colocação

Depois de 3 anos horríveis com, como se diz no futebol, medalhões (no caso, pilotos já rodados que nunca demonstraram grande feitos ou promessas que nunca se confirmaram), Peter Sauber anunciou a dupla para 2001 com dois pilotos novatos: o alemão Nick Heidfeld, campeão da F-3000 em 1999, que correu em 2000 pela Prost ao lado de Alesi, e o finlandês Kimi Räikkönen, estreante na categoria. Alguns anos depois o tempo mostraria que Peter Sauber acertara muito bem ao escolher essa dupla.
A primeira etapa da temporada de 2001, no GP da Austrália, já mostra uma prévia do ano que a equipe teria: Nick largaria em 4º e Räikkönen, em 6º. Os dois carros nos pontos, algo que a anos não acontecia para a construtora. Depois dos dois carros abandonarem na Malásia, o Grande Prêmio do Brasil seria histórico para Heidfeld e para a Sauber: 3º lugar e um pódio depois de anos - o primeiro do alemão. Mais um 4º lugar de Räikkönen no Canadá, juntando com outros 5ºs e 6ºs lugares renderam a melhor colocação no campeonato de construtores da história da equipe: 21 pontos e a 4ª colocação, apenas atrás de Ferrari, Williams e McLaren.
Em 2002, Räikkönen é escolhido para suceder seu compatriota Mika Häkkinen na McLaren e Heidfeld permanece, tendo como seu companheiro o brasileiro Felipe Massa, campeão da F-3000 europeia no ano anterior, novamente uma aposta de Peter Sauber que daria certo. Apesar de contar com pilotos talentosos, a temporada foi difícil, foram apenas 5 etapas com pontos - destaque para um 4º lugar de Nick no GP da Espanha. Resultado de 11 pontos e uma 5ª colocação no campeonato, atrás das três grandes e da Renault.
O modesto desempenho de Massa faz com que Peter traga de volta para 2003 o grande nome da equipe, Heinz-Harald Frentzen, desempregado após o fim das atividades da Arrows, para seu lugar, e Heidfeld permanece por mais um ano. Beneficiada com a mudança da pontuação (os oito primeiros colocados passariam a pontuar), a equipe repete uma temporada parecida com a anterior, sendo muito irregular, porém com uma pontuação superior - foram 19 pontos no total, ficando na 6.ª colocação. No entanto, no GP dos EUA, a Sauber faz uma corrida espetacular: Frentzen chega ao pódio com o 3º lugar (último de sua carreira), enquanto Heidfeld termina logo atrás, em 5º.
- A melhor pontuação

Em 2004, Frentzen seria dispensado e, sem encontrar outra escuderia para continuar em atividade na F-1, decide se aposentar. Heidfeld vai para a decadente Jordan, de onde vem o italiano Giancarlo Fisichella, sensação da Benetton no final dos anos 90 e vencedor do confuso GP do Brasil de 2003. Felipe Massa, que passou 2003 ganhando experiência como piloto de testes da Ferrari, volta para formar a dupla com Fisico. A dupla dá certo e se torna a maior pontuadora da história da equipe, com 34 pontos.
O começo da temporada é difícil. Nos 5 primeiros GPs são apenas 3 pontos, mas em Mônaco, após decolar no começo da corrida, Fisichella consegue a 5ª colocação, dobrando os pontos e no GP seguinte, o da Europa, soma mais pontos, três com o 6º lugar, e ainda no Canadá o italiano termina em 4º lugar, colocando mais 5 pontos para a equipe, duas etapas depois Fisico conquista mais dois. Na Bélgica, Felipe corre atrás e conquista o seu 4º lugar, mas se distancia-se de Fisichella, que fica em 5º, no melhor desempenho da equipe. Depois desse Grande Prêmio os dois pilotos rodam o 8º e o 7º lugar, sempre colocando a construtora nos pontos, "Fisico" termina a temporada com 22 e Massa, com 12.
Em 2005, Fisichella finalmente tem sua chance em uma equipe grande, e vai para a Renault. Em seu lugar chega o campeão mundial de 1997, Jacques Villeneuve, a "chicane ambulante". O campeão de 1997 construiu mais uma inimizade na carreira com o brasileiro; Felipe Massa confessou no programa Altas Horas ter urinado na garrafa do canadense. Nas pistas, Villeneuve e Massa tem desempenhos parecidos, com ligeira vantagem do brasileiro, rendendo 20 pontos o 8º lugar da equipe na última temporada da equipe como independente.

### BMW Sauber F1 Team (2006–2009)

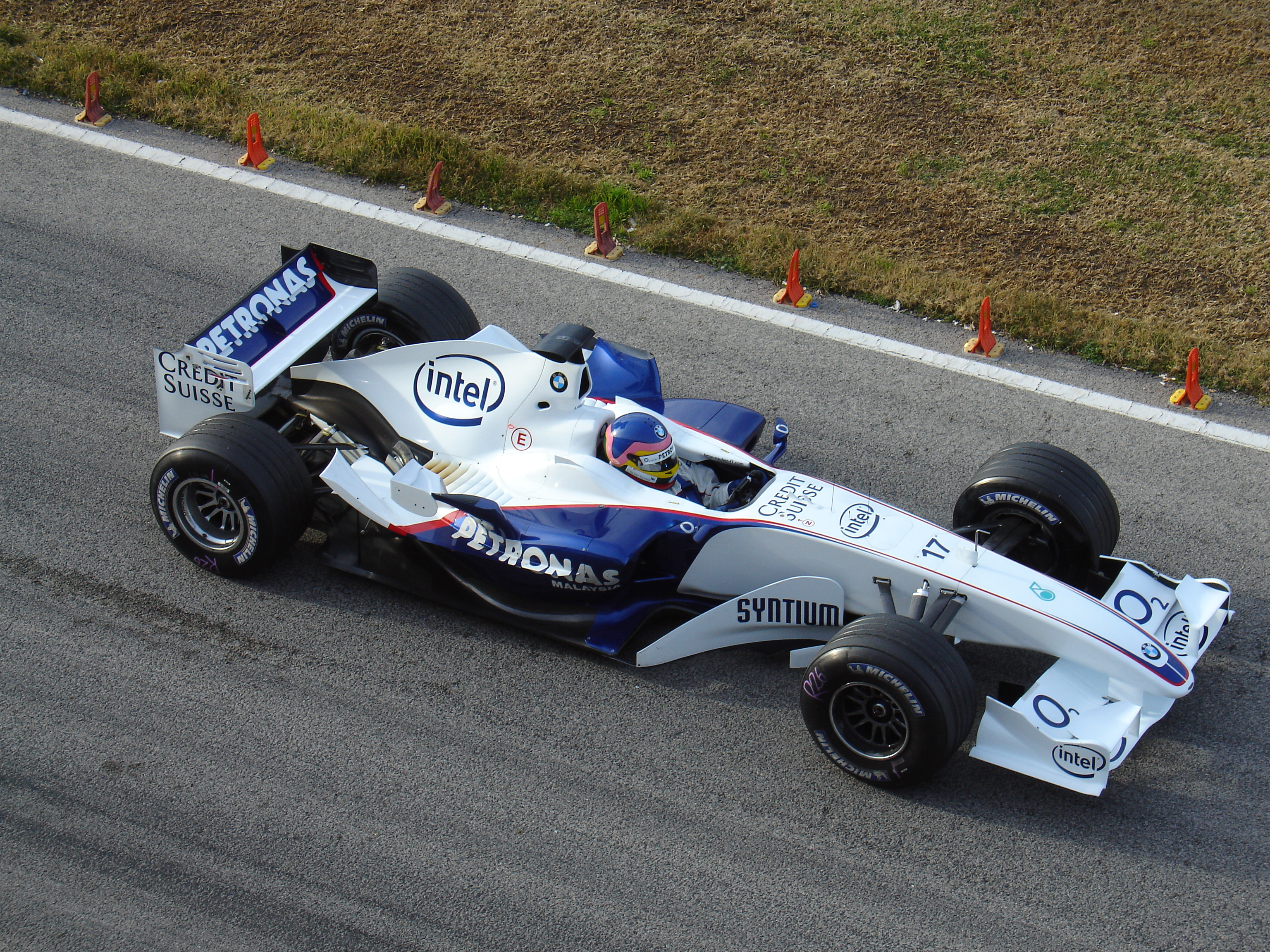
Testes da nova BMW Sauber com Villeneuve

Em 2006, a Petronas rompe a parceria com a Ferrari e deixa de fornecer motores, mas continuou como principal patrocinadora. Peter Sauber faz um grande negócio e vende a sua equipe para o grupo BMW Motorsport, mas com um contrato que mantém o seu nome na equipe, e suas funções administrativas. Assim, a Sauber passa a receber os potentes motores BMW, que deixaram a Williams, e passa a se chamar BMW Sauber F1 Team.
Em junho de 2009 a equipe BMW anunciou sua saída da Fórmula 1, que aconteceria após a última etapa da temporada.

### Retorno a Fórmula 1 (2010)

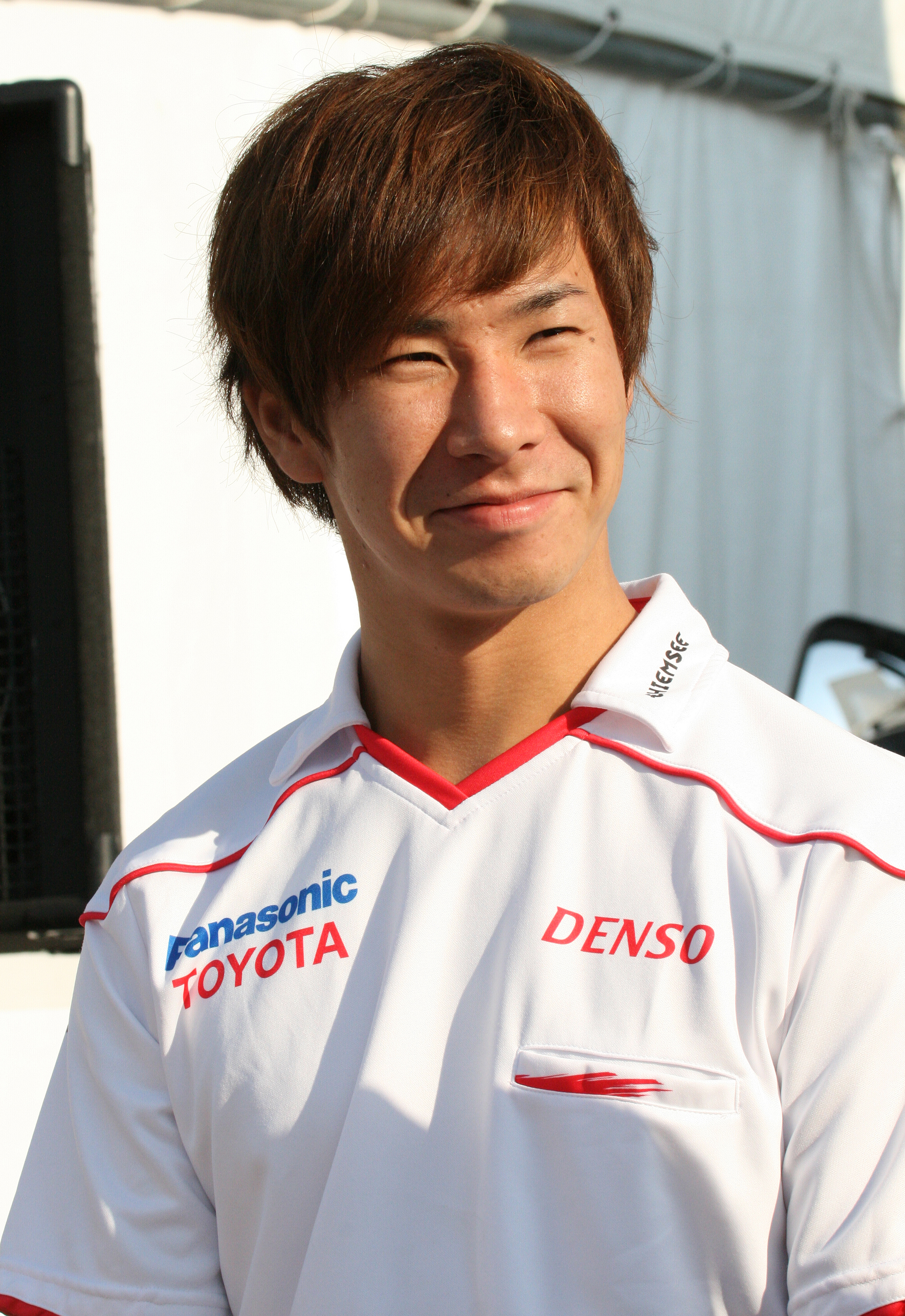
Kamui Kobayashi, piloto da Sauber entre 2010 e 2012.

Em 27 de novembro de 2009 foi anunciada a compra da BMW Sauber F1 Team por Peter Sauber, com a condição de que tivesse garantida uma vaga no grid em 2010. Em 3 de dezembro a FIA confirma o retorno da Sauber a Fórmula 1.
Em 17 de dezembro de 2009, a equipe anunciou a contratação de Kamui Kobayashi como piloto titular para a temporada de 2010, e em 19 de Janeiro de 2010, anunciou o experiente espanhol Pedro de la Rosa como companheiro do japonês.
Durante os treinos da pré-temporada a equipe andou bem, inclusive marcando um dos melhores tempos na sessão de Jerez de La Frontera. No entanto, o começo da temporada não foi bom para a equipe, que não pontuou em nenhuma das quatro primeiras corridas, na grande maioria devido a abandonos por problemas mecânicos.
O primeiro ponto da equipe após seu retorno aconteceu no Grande Prêmio da Turquia, quando Kamui Kobayashi chegou em décimo lugar.
Após o Grande Prêmio da Itália, décima-quarta corrida da temporada, foi anunciada a substituição de Pedro de la Rosa pelo alemão Nick Heideld, piloto de longa data da equipe Sauber.
Para 2011, a Sauber dispensa Heidfeld e contrata o mexicano Sergio Pérez para o lugar do alemão. Durante o treino classificatório para o GP de Mônaco, Pérez roda na saída do túnel e bate na chicane do Porto, lembrando o acidente sofrido por Karl Wendlinger em 1994. Liberado para disputar o GP do Canadá, o mexicano passa mal e é substituído por Pedro de la Rosa. Ao final do campeonato, a Sauber obtém 44 pontos, a mesma pontuação da temporada anterior.
Kobayashi e Pérez continuam na Sauber em 2012, e com atuações consistentes da dupla - destaque para os 3 pódios de Checo e o terceiro lugar do japonês - , o time obtém sua maior pontuação como independente (126 pontos). Na temporada seguinte, Pérez é contratado pela McLaren e Kobayashi deixa a categoria, e para o lugar de ambos, a Sauber contrata Nico Hülkenberg, vindo da Force India, e promove Esteban Gutiérrez à titularidade. Sem repetir o mesmo desempenho de 2012, a equipe marca 57 pontos e obtém o sétimo lugar no campeonato de construtores.

#### 2014: A pior temporada
Em 2014, Gutiérrez permanece como titular e para o lugar de Hülkenberg, que voltaria à Force India, foi contratado o alemão Adrian Sutil. Foi uma temporada bastante agitada para a Sauber, que protagonizou dois acidentes, no Barém (onde Gutiérrez capotou ao bater com o venezuelano Pastor Maldonado) e no Japão, quando o trator que retirava o carro do alemão foi atingido pela Marussia de Jules Bianchi, que viria a falecer em julho de 2015. Com dois décimos-primeiros lugares de Sutil como melhor resultado, a Sauber fica pela primeira vez sem marcar nenhum ponto, ficando em décimo lugar, empatada com a Caterham.

#### 2015
Em 2015, a equipe contratou o piloto sueco Marcus Ericsson e promoveu o piloto brasileiro Felipe Nasr. A equipe teve um bom inicio de temporada, com Nasr conquistando um quinto lugar e Ericsson um oitavo lugar no Grande Prêmio da Austrália. A equipe continuou com uma temporada mediana no resto do campeonato e terminou na oitava colocação.

#### 2016
Em 2016, foi uma temporada ruim para a equipe, ficando na última colocação por boa parte da temporada e sem marcar nenhum ponto, até que no Grande Prêmio do Brasil, Felipe Nasr conseguiu terminar em nono lugar, conseguindo dois pontos, com esses pontos sendo muito importantes para a Sauber pois retirou a equipe da última posição no campeonato e fazendo com que ela ficasse na décima colocação e conseguindo assim ter direito de receber os bônus financeiro da temporada.

#### 2017
Em 2017, a equipe dispensou Felipe Nasr e contratou o alemão Pascal Wehrlein e manteve Marcus Ericsson. Novamente a equipe não fez uma boa temporada, com ela ficando em último e somando apenas cinco pontos, que foram conquistados por Wehrlein no Grande Prêmio da Espanha onde terminou em oitavo, e no caótico Grande Prêmio do Azerbaijão onde ele chegou em décimo.

#### Parceria com Alfa Romeo (2018)
Já fazia algum tempo que o presidente da Ferrari, Sergio Marchionne, vinha afirmando que gostaria de ver a Alfa Romeo de volta à Fórmula 1. E o que antes parecia apenas uma ideia distante, virou realidade. Após mais de 30 anos de ausência, a Alfa voltou à maior categoria de automobilismo do mundo.
A marca italiana, que assim como a Ferrari pertence ao grupo Fiat Chrysler (FCA), assinou um contrato multianual com a Sauber para uma parceria tecnológica e comercial. O logo da Alfa Romeo passando a estampar os carros da equipe suíça no local reservado para o patrocinador principal a partir de 2018. Com a equipe passando a se chamar "Alfa Romeo Sauber F1 Team". O carro usou motores Ferrari atualizados, ou seja, a mesma unidade de potência que foi usada pela escuderia de Maranello e pela Haas.
O acordo com a Sauber é um passo importante na reestruturação da marca Alfa Romeo, que retornou à Fórmula 1 após mais de 30 anos. Uma marca histórica que ajudou a construir a história do esporte. A empresa se beneficiando ao compartilhar conhecimento estratégico e tecnológico com a Sauber. Ao mesmo tempo. Com a parceria fomentando a troca de conhecimentos estratégicos, comerciais e tecnológicos entre as duas empresas, proporcionando novas oportunidades para ambas tanto na Fórmula 1 quanto em outras categorias. Contudo, esta não foi a primeira vez que uma manobra desse tipo foi feita na Sauber que, entre 2006 e 2009, o time teve parceria semelhante com a BMW na Fórmula 1.

### Mudança de nome para Alfa Romeo (2019–2023)
Por razões de marketing, em janeiro de 2019, a Sauber mudou seu nome estrategicamente para Alfa Romeo Racing. Porém, diferentemente da BMW Sauber, a estrutura de propriedade e gestão permaneceram inalteradas. Em 13 de dezembro de 2022, Andreas Seidl foi anunciado como o novo diretor executivo da Sauber a partir de janeiro de 2023, substituindo Frédéric Vasseur.
Em 26 de agosto de 2022, em meio a rumores de uma possível compra da Sauber pela Audi, a Alfa Romeo anunciou o fim da parceria com a equipe suíça após o fim da temporada de 2023.

### Stake F1 Team Kick Sauber (2024–2025)
Após o fim da parceria da Sauber com a Alfa Romeo, a Stake e a Kick deram continuidade aos acordos de patrocínio assinados com a equipe, a Kick também adquiriu os direitos de nomenclatura do chassi por duas temporadas, com o carro de 2024 sendo denominado Kick Sauber C44. Em razão desses acordos a equipe foi rebatizada para Stake F1 Team Kick Sauber para as temporadas de 2024 e 2025. Mas com a equipe sendo tratada no dia a dia como Stake F1 Team, no entanto, a equipe não pode ser chamada de "Stake F1 Team" em todos os finais de semana, em vista que vários dos países visitados pela Fórmula 1 não permitem a publicidade de jogos de azar e apostas esportivas, portanto a equipe usa o nome Kick Sauber F1 Team, nesses locais. Com a Ferrari permanecendo como fornecedora de unidades de potência da equipe.
Em 26 de abril de 2024, foi anunciado que Nico Hülkenberg estava deixando a equipe Haas F1 Team após a temporada de 2024 para ingressar na Stake F1 Team Kick Sauber em 2025.

### Transformação na equipe de fábrica da Audi (2026)
Em 26 de outubro de 2022, foi anunciado que a Sauber seria transformada na equipe de fábrica da Audi em 2026, quando a equipe seria de propriedade majoritária da montadora alemã e seria rebatizada como "Audi", além de passar a usar unidades de potência fabricadas pela Audi. No comunicado, a fabricante alemã também havia confirmado a aquisição de parte das ações do Grupo Sauber, mas sem especificar a quantidade. A equipe suíça também revelou que a Audi compraria parte das suas ações ao longo dos três anos seguintes, até 2026, assim acreditava-se que a montadora alemã deveria adquirir 75% da equipe, em parcelas de 25% ao longo de 2023, 2024 e 2025. Em 30 de janeiro de 2023, a Sauber confirmou que a Audi havia dado início ao processo, comprando uma quantidade não especificada de ações do time suíço naquele mês. Entretanto, no início de março de 2024, foi divulgado que a Audi havia decidido adquirir 100 por cento da propriedade da Sauber e, dias depois foi oficialmente confirmado pela própria Audi que a fabricante havia finalizado a aquisição completa da equipe de Hinwil, que será rebatizada para Audi F1 Team em 2026. O ex-chefe da equipe McLaren, Andreas Seidl, continuará como diretor executivo, assumindo também a função de diretor administrativo de Alessandro Alunni Bravi.

### Principais Pilotos
- Karl Wendlinger - Pilotou para a equipe no ano de estreia do time suíço em 1993, o austríaco prometia uma boa carreira na categoria, mas depois do grave acidente nos treinos do GP de Mônaco em 1994, se ausentou naquela temporada. Retornou em 1995, mas jamais foi o mesmo e largou a categoria.
- JJ Lehto - Na estreia da equipe suíça em 1993, o piloto finlandês marcou dois pontos com o 5º lugar em Kyalami (África do Sul). Após uma malsucedida passagem pela Benetton em 1994, voltaria à Sauber no mesmo ano.
- Heinz-Harald Frentzen - Piloto de longa data para Peter Sauber, foi o principal piloto da equipe na F-1. O alemão foi que mais correu pela Sauber (64 GPs) e que mais pontuou (42 pts.) em quatro anos (1994/95/96 e 2003), conquistou o seu primeiro pódio e da equipe no GP da Itália de 1995 e o seu último foi no GP dos Estados Unidos de 2003. Estreou e encerrou sua carreira na escuderia suíça.
- Andrea de Cesaris - Com o acidente do austríaco Karl Wendlinger nos treinos para o GP de Mônaco de 1994, o italiano foi convocado para substituí-lo. Na sua segunda prova substituindo o austríaco, ele marcou 1 ponto (o seu último na carreira) com o 6º lugar no GP da França. O romano fez mais sete provas, sendo o GP da Europa (Jerez-Espanha) a sua última na categoria.
- Johnny Herbert - Participou de fases boas e ruins na equipe de 1996 a 1998. Com 49 GPs, o inglês marcou 20 pontos e foi ao pódio por duas oportunidades: 3º em Mônaco de 1996 e Hungria de 1997.
- Jean Alesi - Mais uma equipe para o currículo interminável do francês. Ele correu na pior fase da Sauber em 1998 e 1999. Seu último pódio na carreira foi o 3.º lugar no GP da Bélgica de 1998.
- Nick Heidfeld - Na equipe suíça, o alemão começou a aparecer na Fórmula 1. Pilotou nas temporadas de 2001 a 2003, e seu primeiro pódio na carreira foi o 3º lugar no GP do Brasil de 2001. Tanto ele e Kimi Räikkönen (seu companheiro de equipe naquela época) classificaram o time suíço em 4º lugar em 2001 (a melhor até hoje na história da equipe de Peter). Foi para a Williams em 2005, mas depois voltaria para a equipe após a mudança para BMW Sauber de 2006 a 2009. Retornaria em 2010 fazendo as últimas cinco provas substituindo o espanhol Pedro de la Rosa. O piloto alemão atuou em 55 GPs (85 provas em 5 anos se levada em conta sua participação na era BMW). Conquistou 9 pódios somando as duas equipes, apenas um pela Sauber original.
- Kimi Räikkönen - O finlandês, campeão mundial de 2007, iniciou sua carreira na Sauber em 2001. No GP da Austrália de 2001 (prova de estreia do piloto), o Ice Man marcou 1 ponto com o 6º lugar.
- Felipe Massa - O brasileiro passou os primeiros anos de sua carreira estreando na categoria competindo pela equipe suíça em 2002. Em 2003 o piloto acabou saindo da equipe pois iria ser piloto de testes da Ferrari, retornou em 2004 ao lado de Giancarlo Fisichella. O brasileiro conquistou o maior número de pontos da equipe num mesmo ano (34).
- Giancarlo Fisichella - Ao lado de Felipe Massa, Fisico fez a maior pontuação no campeonato de construtores, 34 pontos em 2004. Sozinho, o italiano foi o piloto da equipe que mais pontuou em uma só temporada, 22 pontos também no mesmo ano, seu único pela Sauber.
- Kamui Kobayashi - O japonês esteve de 2010 a 2012, tendo obtido o primeiro pódio na carreira como o 3º lugar no GP do Japão de 2012. É o segundo que mais atuou pela equipe, com 58 GPs.
- Sergio Pérez - O mexicano esteve em 2011 e 2012. Em 2012, ele obteve o primeiro pódio na carreira com o 2º lugar na Malásia (melhor resultado da equipe), foi 3º no Canadá e 2º em Monza (Itália). Até hoje é o piloto que mais esteve no pódio (são três no total).
- Nico Hulkenberg - O alemão foi apontado como grande promessa na F1 e novo Schumacher, devido aos excelentes resultados de base e ao título da GP2 de 2010. É o primeiro piloto a disputar a F1 e a vencer as 24 horas de Le Mans na mesma temporada desde 1991.
- Charles Leclerc - Primeiro piloto monegasco a disputar a Fórmula 1 desde Olivier Beretta, Leclerc surpreendeu ao colocar o Sauber C37 na zona de pontuação em metade das 20 provas da temporada 2018, conquistando 39 pontos e o 13º lugar na classificação geral. Seu desempenho chamou a atenção da Ferrari, que o contratou para substituir Kimi Räikkönen em 2019.
- Gabriel Bortoleto - Natural de Osasco, São Paulo, o piloto brasileiro foi contratado pela Sauber em novembro de 2024 para competir na temporada de 2025, tornando-se o 33º piloto brasileiro na história da Fórmula 1 e encerrando um jejum de oito anos do país na categoria como titular desde Felipe Massa. Bortoleto conquistou o título da Fórmula 3 da FIA em 2023 em sua primeira temporada na categoria e sagrou-se campeão da Fórmula 2 da FIA em 2024, também como estreante. Integrava o Programa de Desenvolvimento de Pilotos da McLaren antes de assinar contrato plurianual com a equipe suíça. Será companheiro de equipe de Nico Hülkenberg durante a transição da Sauber para se tornar Audi F1 Team a partir de 2026.

### Pilotos
| Sauber                         | Sauber                    | Sauber | Sauber | Sauber   | Sauber   | Sauber                                                                   | Sauber                                                  | Sauber                      |
| Ano                            | Nome                      | Carro  | Pneus  | Óleo     | Motor    | Pilotos                                                                  | Pilotos de testes                                       | Classificação Pontos        |
| ------------------------------ | ------------------------- | ------ | ------ | -------- | -------- | ------------------------------------------------------------------------ | ------------------------------------------------------- | --------------------------- |
| 2018                           | Alfa Romeo Sauber F1 Team | C37    | P      | Shell    | Ferrari  | Marcus Ericsson Charles Leclerc                                          | Antonio Giovinazzi                                      | 8° lugar 48 pontos          |
| 2017                           | Sauber F1 Team            | C36    | P      | Shell    | Ferrari  | Marcus Ericsson Pascal Wehrlein Antonio Giovinazzi                       | Charles Leclerc                                         | 10º lugar 5 pontos          |
| 2016                           | Sauber F1 Team            | C35    | P      | Shell    | Ferrari  | Marcus Ericsson Felipe Nasr                                              | Raffaele Marciello                                      | 10º lugar 2 pontos          |
| 2015                           | Sauber F1 Team            | C34    | P      | Shell    | Ferrari  | Marcus Ericsson Felipe Nasr                                              | Raffaele Marciello                                      | 8º lugar 36 pontos          |
| 2014                           | Sauber F1 Team            | C33    | P      | Shell    | Ferrari  | Adrian Sutil Esteban Gutiérrez                                           | Giedo van der Garde Simona de Silvestro Sergey Sirotkin | NC (10º lugar) nenhum ponto |
| 2013                           | Sauber F1 Team            | C32    | P      | Shell    | Ferrari  | Nico Hulkenberg Esteban Gutiérrez                                        | Robin Frijns                                            | 7º lugar 57 pontos          |
| 2012                           | Sauber F1 Team            | C31    | P      | Shell    | Ferrari  | Kamui Kobayashi Sergio Perez                                             | Esteban Gutiérrez                                       | 6º lugar 126 pontos         |
| 2011                           | Sauber F1 Team            | C30    | P      | Shell    | Ferrari  | Kamui Kobayashi Sergio Perez Pedro de la Rosa                            | Esteban Gutiérrez                                       | 7º lugar 44 pontos          |
| 2010                           | BMW Sauber F1 Team        | C29    | B      | Shell    | Ferrari  | Pedro de la Rosa Nick Heidfeld Kamui Kobayashi                           | Esteban Gutiérrez                                       | 8º lugar 44 pontos          |
| De 2006 a 2009 como BMW Sauber |                           |        |        |          |          |                                                                          |                                                         |                             |
| 2005                           | Sauber Petronas           | C24    | M      | Petronas | Petronas | Jacques Villeneuve Felipe Massa                                          | Neel Jani                                               | 8º lugar 20 pontos          |
| 2004                           | Sauber Petronas           | C23    | B      | Petronas | Petronas | Giancarlo Fisichella Felipe Massa                                        | Neel Jani                                               | 6º lugar 34 pontos          |
| 2003                           | Sauber Petronas           | C22    | B      | Petronas | Petronas | Nick Heidfeld Heinz-Harald Frentzen                                      | Neel Jani                                               | 6º lugar 19 pontos          |
| 2002                           | Sauber Petronas           | C21    | B      | Petronas | Petronas | Felipe Massa Nick Heidfeld Heinz-Harald Frentzen                         | Neel Jani Jos Verstappen                                | 5º lugar 11 pontos          |
| 2001                           | Red Bull Sauber Petronas  | C20    | B      | Petronas | Petronas | Nick Heidfeld Kimi Raikkonen                                             | Felipe Massa                                            | 4º lugar 21 pontos          |
| 2000                           | Red Bull Sauber Petronas  | C19    | B      | Petronas | Petronas | Pedro Paulo Diniz Mika Salo                                              | Kimi Raikkonen Enrique Bernoldi                         | 8º lugar 6 pontos           |
| 1999                           | Red Bull Sauber Petronas  | C18    | B      | Petronas | Petronas | Jean Alesi Pedro Paulo Diniz                                             |                                                         | 8º lugar 5 pontos           |
| 1998                           | Red Bull Sauber Petronas  | C17    | G      | Petronas | Petronas | Jean Alesi Johnny Herbert                                                | Jörg Müller                                             | 6º lugar 10 pontos          |
| 1997                           | Red Bull Sauber Petronas  | C16    | G      | Petronas | Petronas | Johnny Herbert Nicola Larini Gianni Morbidelli Norberto Fontana          | Norberto Fontana                                        | 7º lugar 16 pontos          |
| 1996                           | Red Bull Sauber Ford      | C15    | G      | Petronas | Ford     | Johnny Herbert Heinz-Harald Frentzen                                     | Norberto Fontana                                        | 7º lugar 11 pontos          |
| 1995                           | Red Bull Sauber Ford      | C14    | G      | Elf      | Ford     | Karl Wendlinger Jean-Christophe Boullion Heinz-Harald Frentzen           | Norberto Fontana                                        | 7º lugar 18 pontos          |
| 1994                           | Broker Sauber Mercedes    | C13    | G      | Castrol  | Mercedes | Karl Wendlinger Andrea De Cesaris Jyrki Järvilehto Heinz-Harald Frentzen | Norberto Fontana                                        | 8º lugar 12 pontos          |
| 1993                           | Team Sauber Formula 1     | C12    | G      | Elf      | Ilmor    | Karl Wendlinger Jyrki Järvilehto                                         |                                                         | 7º lugar 12 pontos          |
| Sauber                         |                           |        |        |          |          |                                                                          |                                                         |                             |

### Galeria

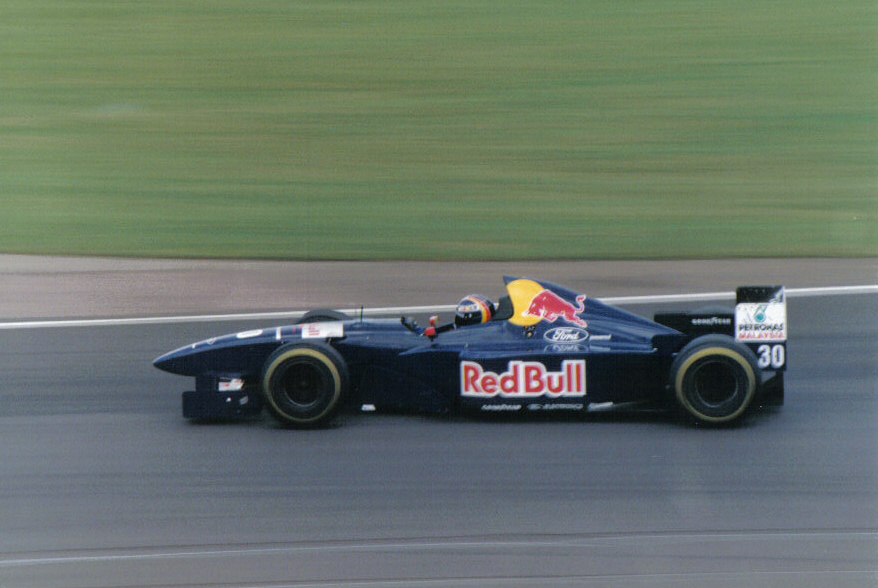
Heinz-Harald Frentzen pilotando a Sauber C14 no Grande Prêmio da Grã-Bretanha de 1995.
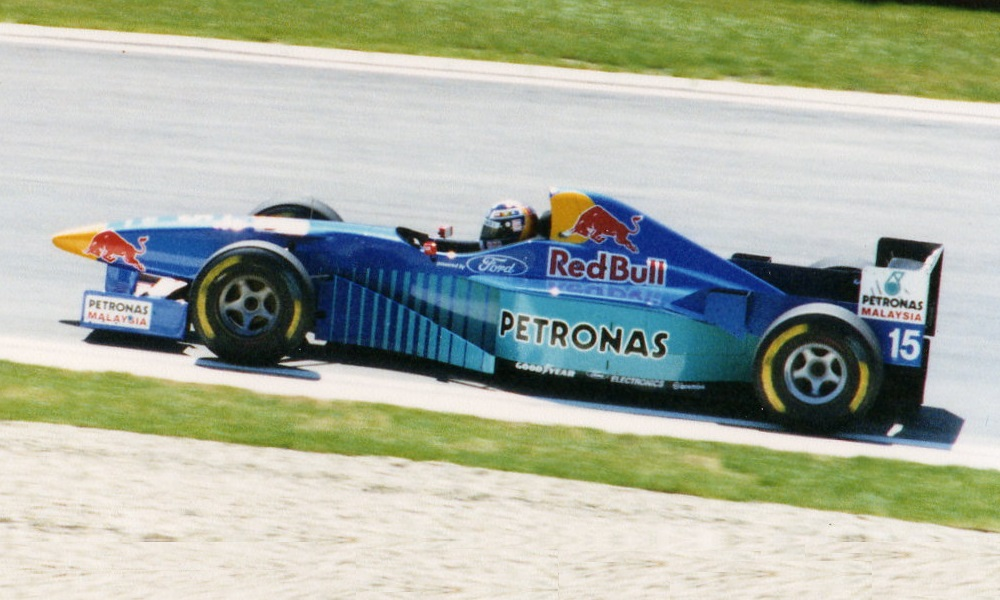
Heinz-Harald Frentzen pilotando a Sauber C15 no Grande Prêmio de San Marino de 1996.
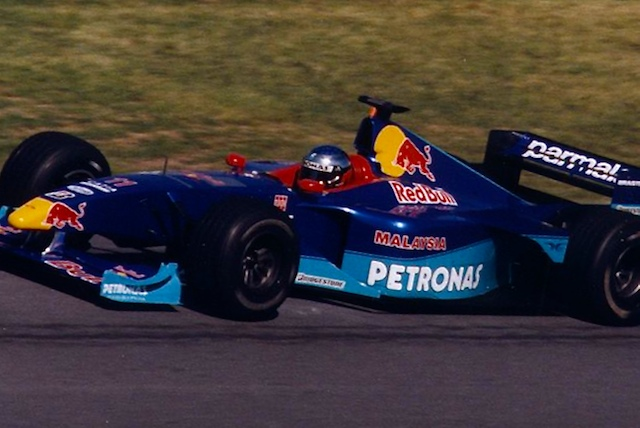
Jean Alesi pilotando a Sauber C18 no Grande Prêmio do Canadá de 1999.
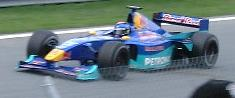
Pedro Paulo Diniz pilotando a Sauber C19 no Grande Prêmio do Canadá de 2000.
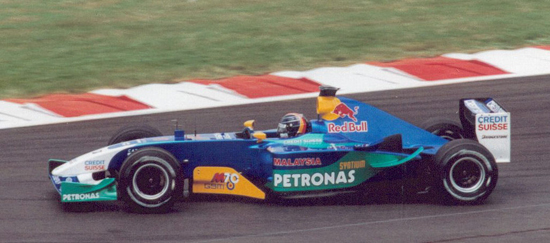
Heinz-Harald Frentzen pilotando a Sauber C22 no Grande Prêmio da França de 2003.
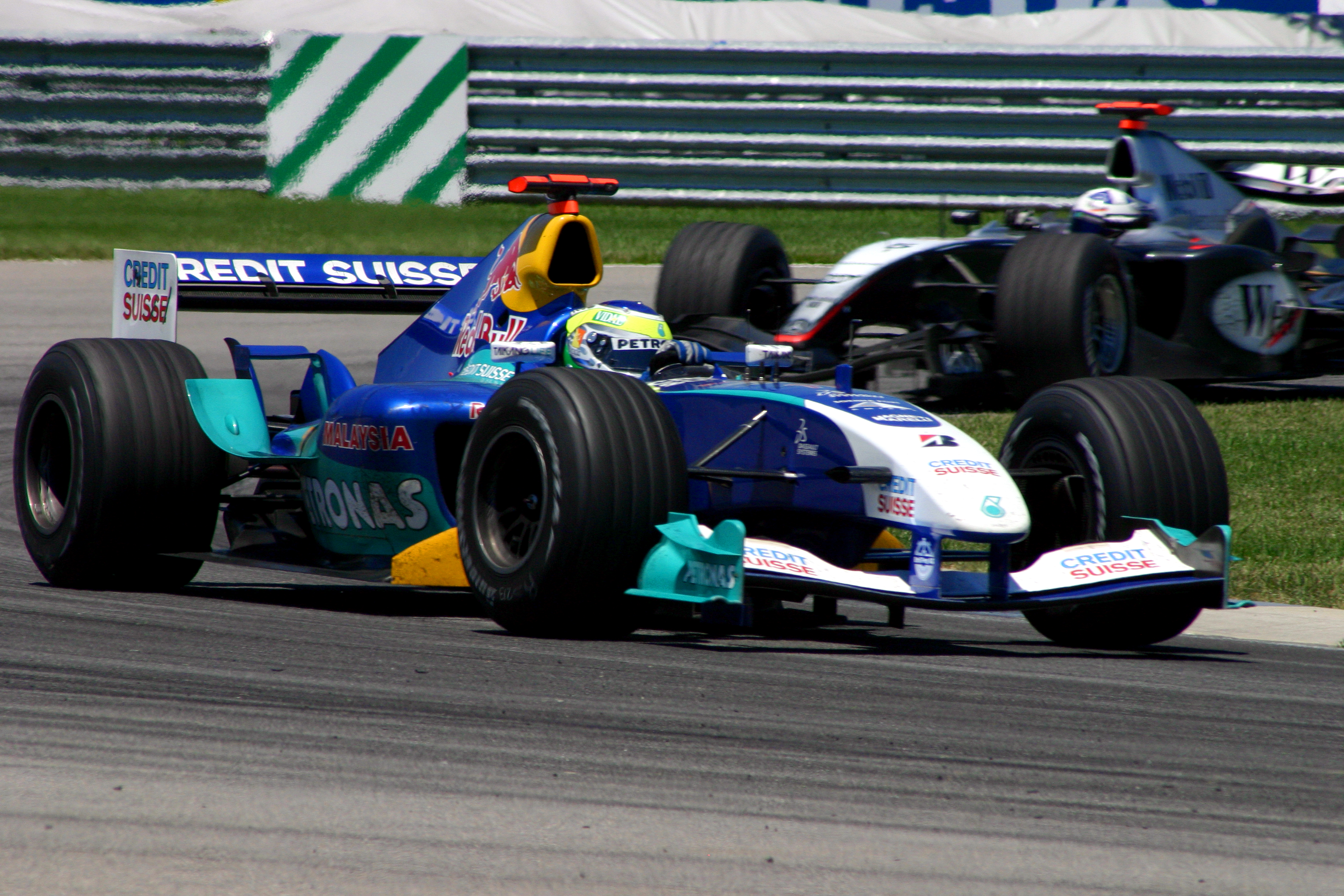
Giancarlo Fisichella pilotando a Sauber C23 no Grande Prêmio dos Estados Unidos de 2004.
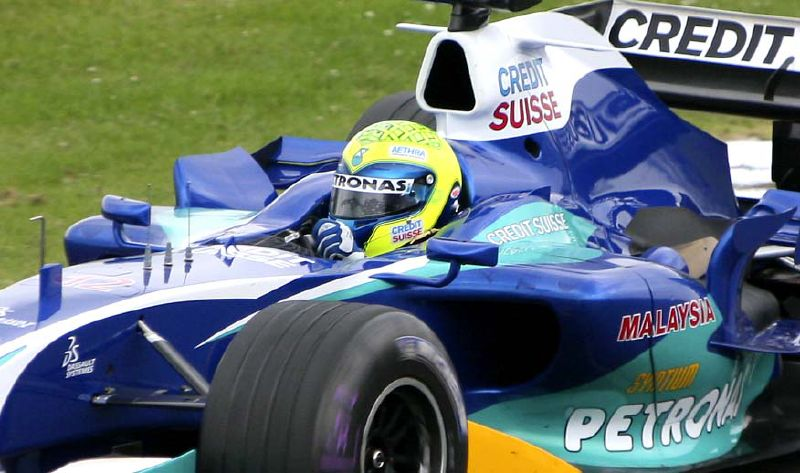
Felipe Massa pilotando a Sauber C24 no Grande Prêmio da Grã-Bretanha de 2005.
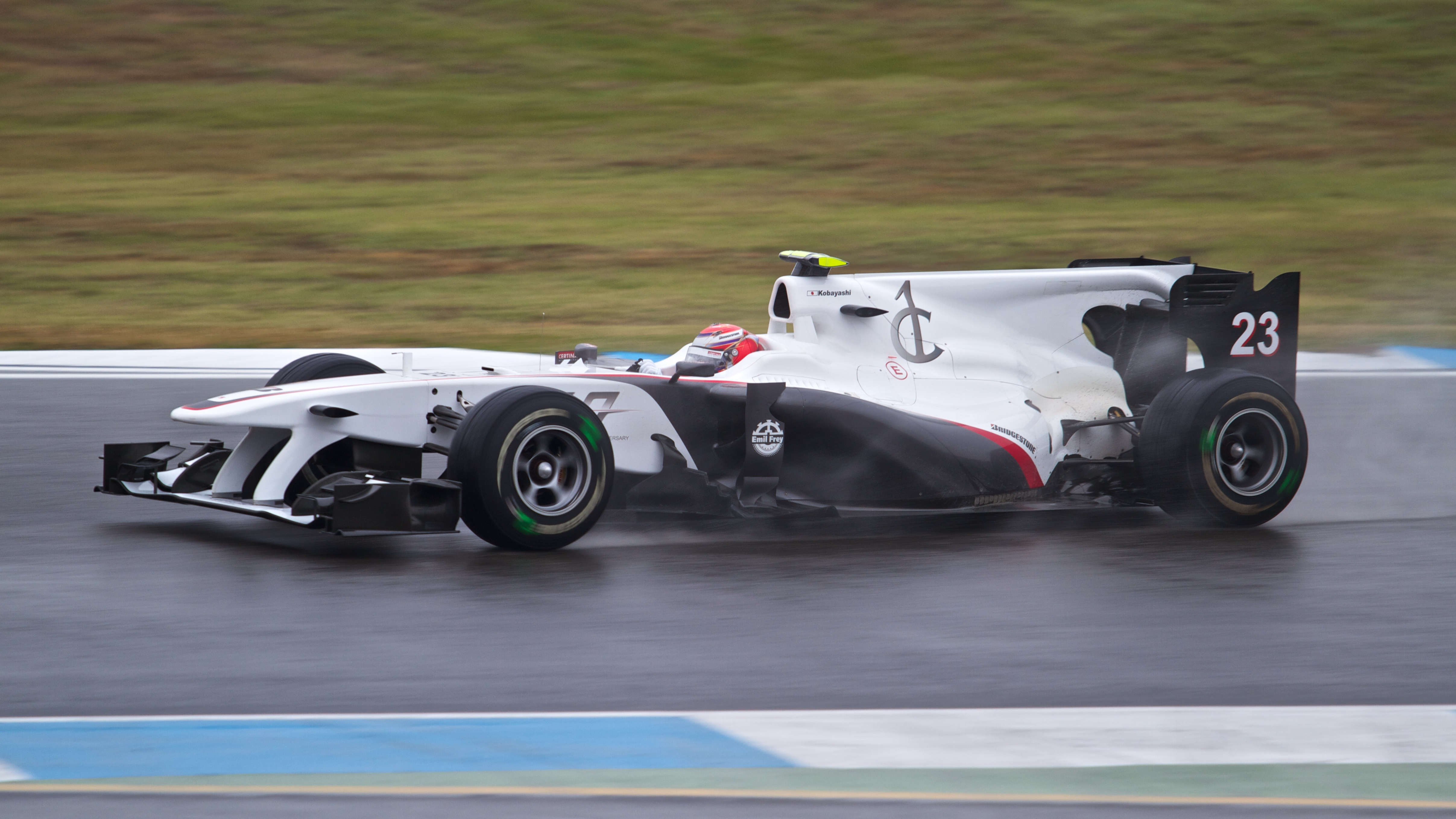
Kamui Kobayashi pilotando a Sauber C29 no Grande Prêmio da Alemanha de 2010.
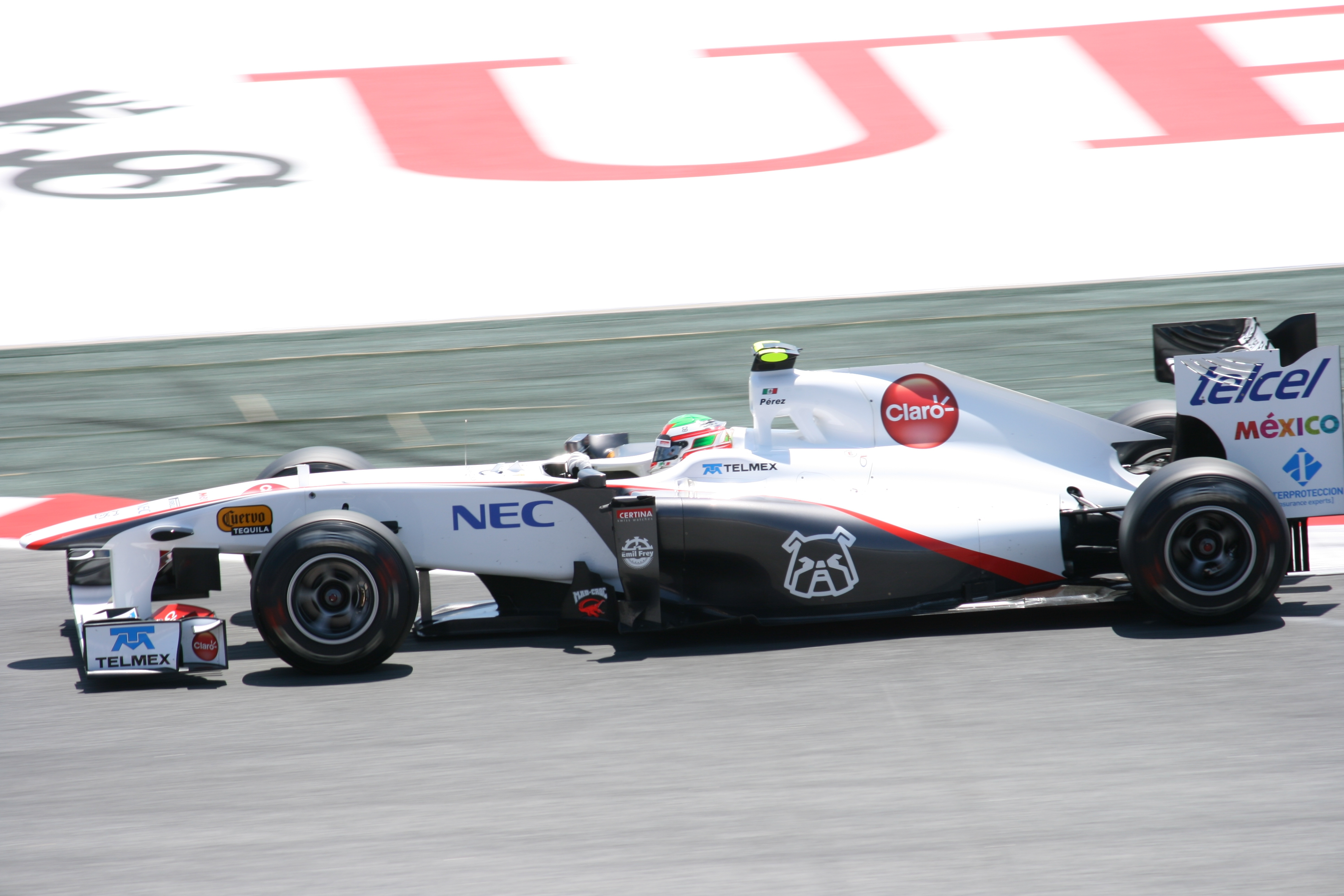
Sergio Perez pilotando a Sauber C30 no Grande Prêmio da Espanha de 2011.
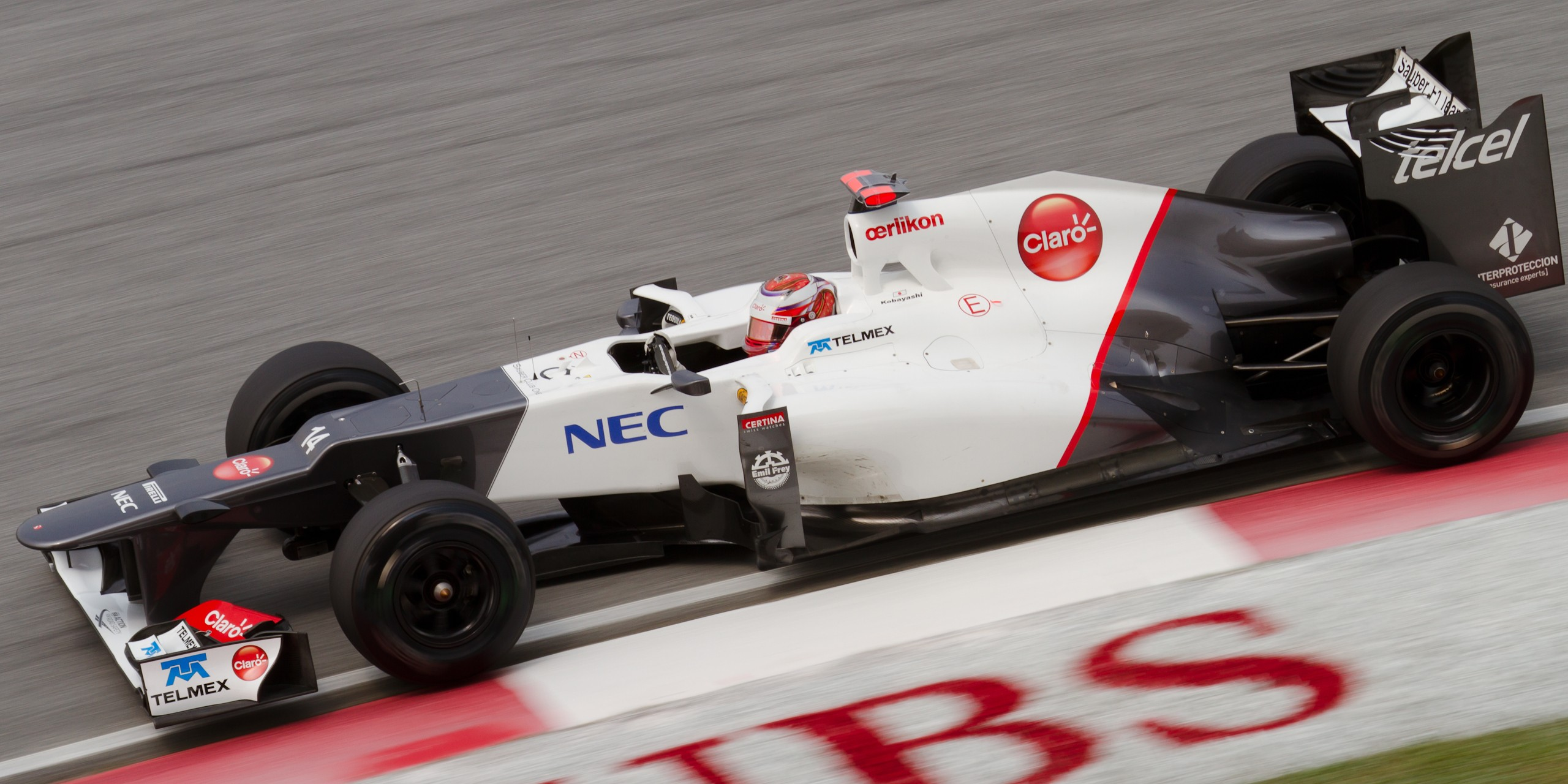
Kamui Kobayashi pilotando a Sauber C31 no Grande Prêmio da Malásia de 2012.
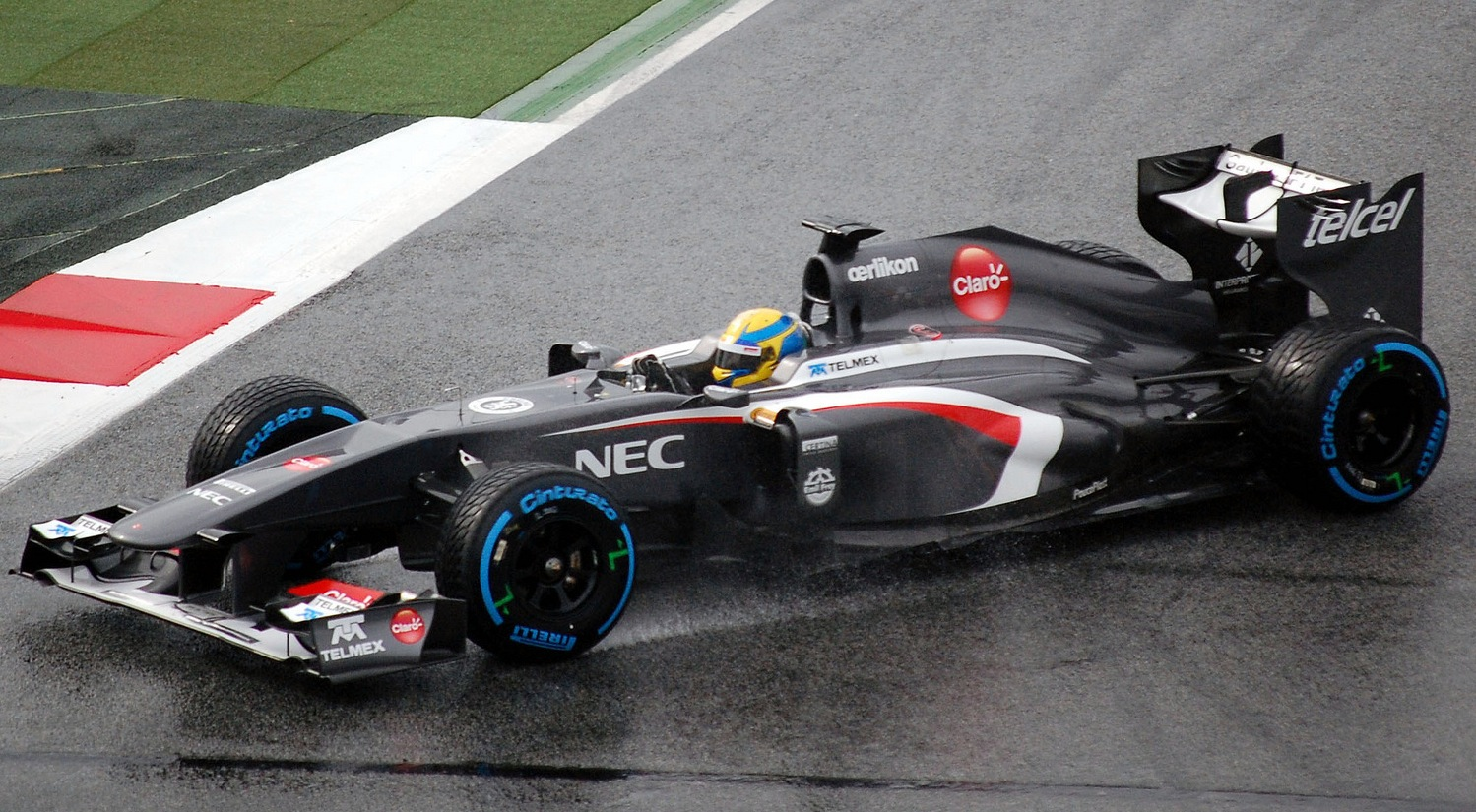
Esteban Gutiérrez pilotando a Sauber C32 durante os testes em Barcelona.
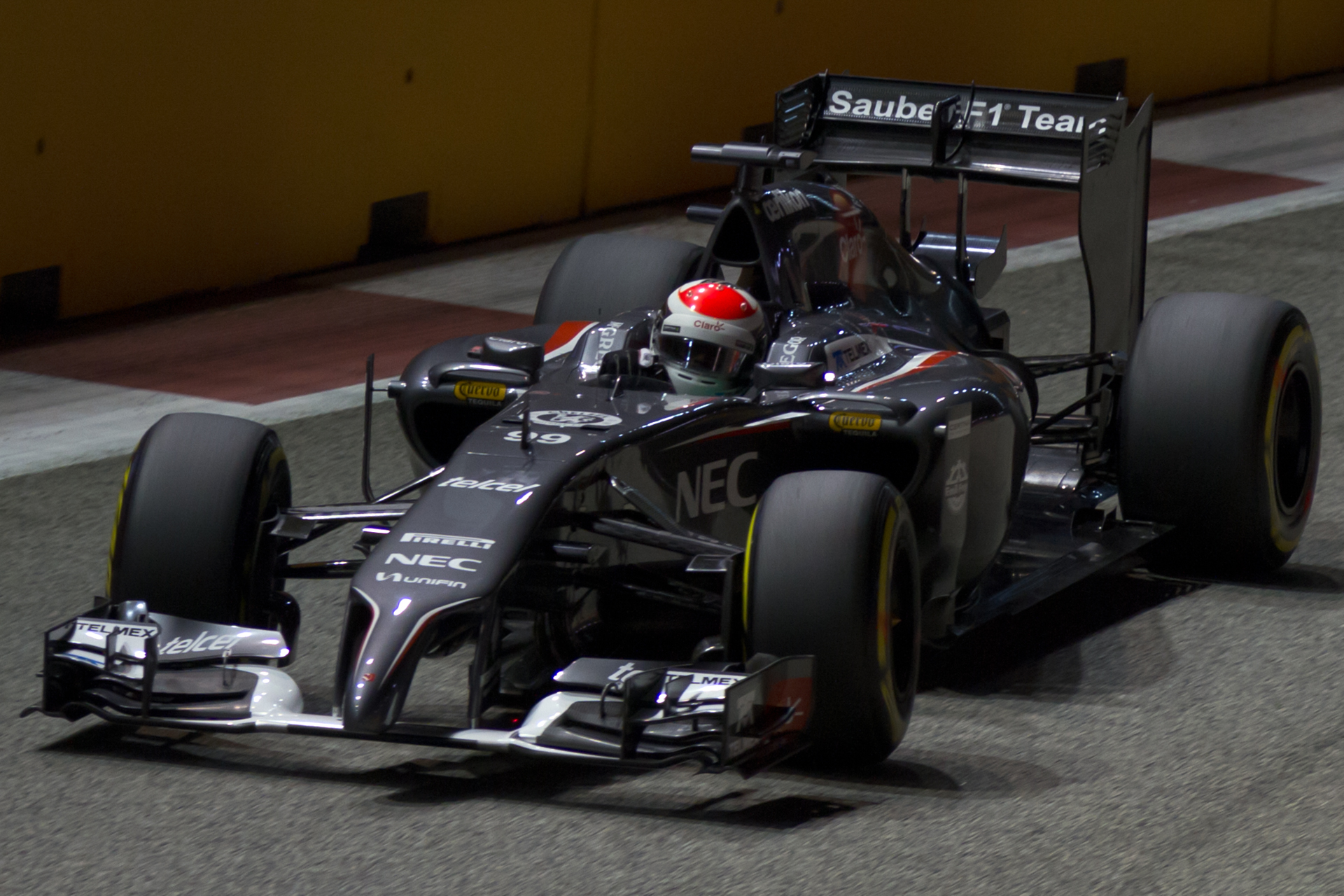
Adrian Sutil pilotando a Sauber C33 no Grande Prêmio de Singapura de 2014.
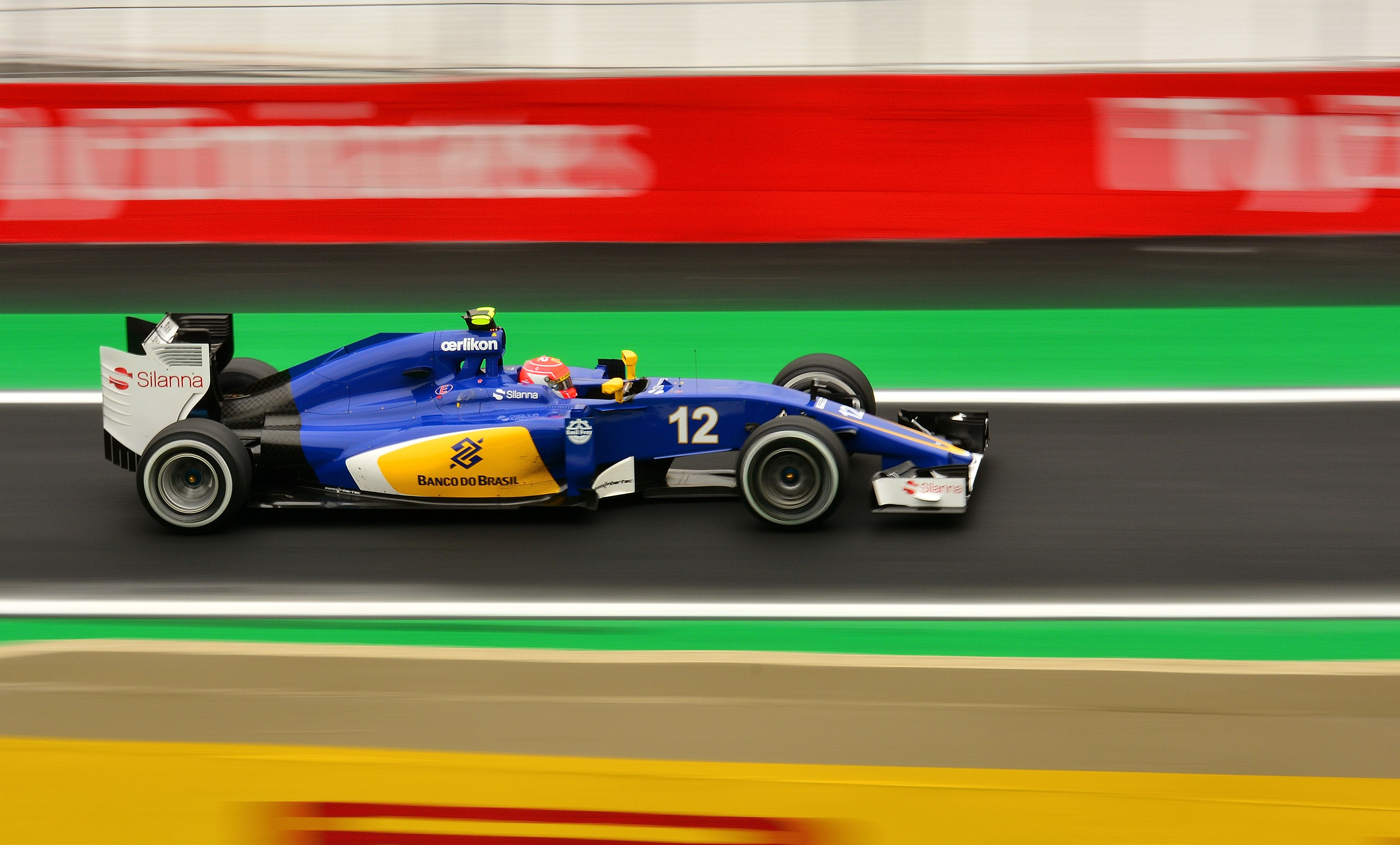
Felipe Nasr pilotando a Sauber C34 no Grande Prêmio do Brasil de 2015.
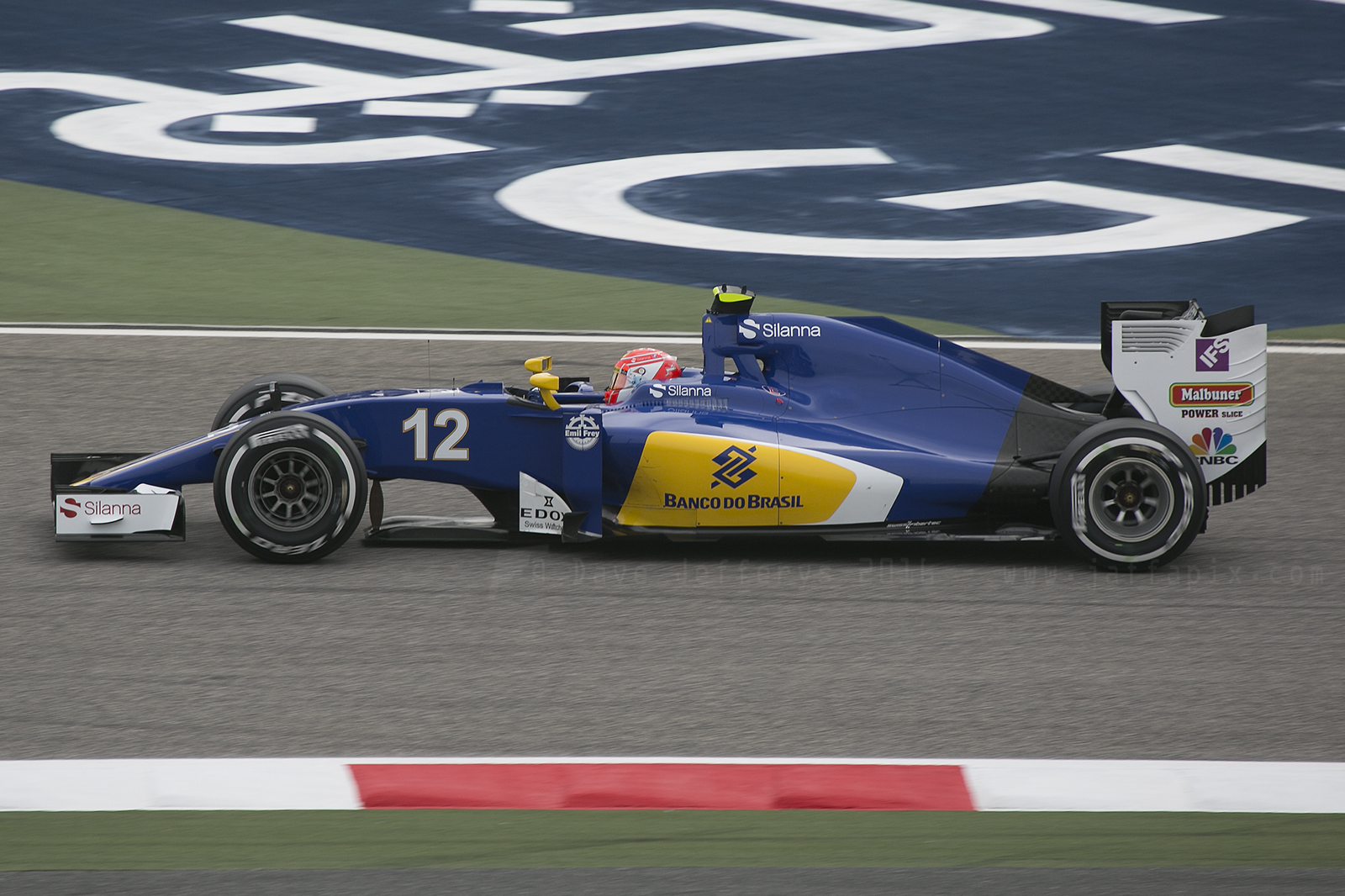
Felipe Nasr pilotando a Sauber C35 no Grande Prêmio do Barém de 2016.
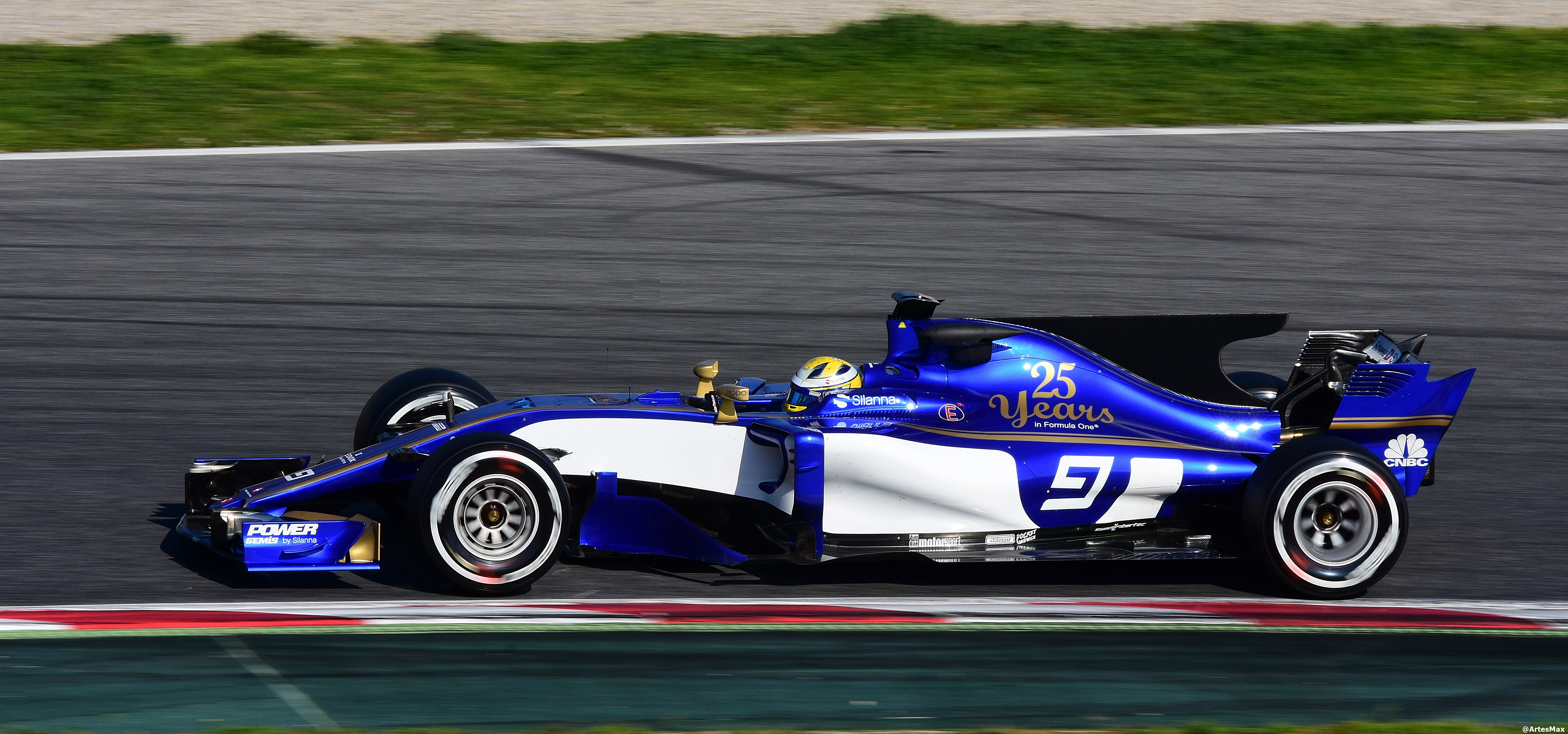
Marcus Ericsson pilotando a Sauber C36 durante os testes em Barcelona.
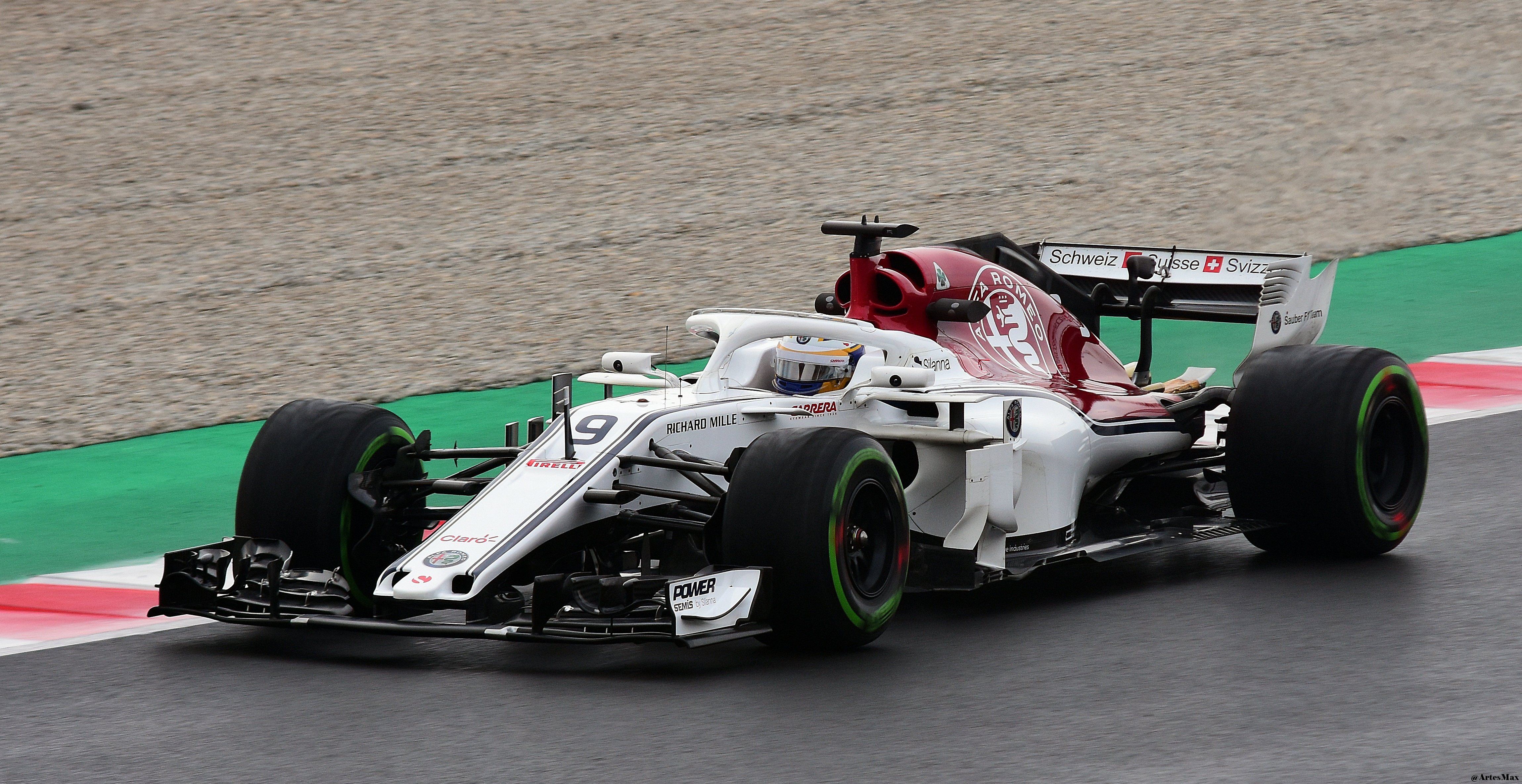
Marcus Ericsson pilotando a Sauber C37 durante os testes em Barcelona.

### Resultados
(Legenda) (resultados em negrito indica pole position; em itálico indica volta mais rápida)

| 2018                                                                          | C37 Ferrari 062 EVO V6 Turbo P |                          | AUS | BAR | CHN | AZE     | ESP | MON | CAN | FRA | AUT | GBR | ALE | HUN | BEL | ITA | SIN | RUS | JAP | EUA | MEX | BRA | ABU | 48  | 8º       |
| 2018                                                                          | C37 Ferrari 062 EVO V6 Turbo P | Marcus Ericsson          | Ret | 9   | 16  | 11      | 13  | 11  | 15  | 13  | 10  | Ret | 9   | 15  | 10  | 15  | 11  | 13  | 12  | 10  | 9   | Ret | Ret | 48  | 8º       |
| 2018                                                                          | C37 Ferrari 062 EVO V6 Turbo P | Charles Leclerc          | 13  | 12  | 19  | 6       | 10  | 18† | 10  | 10  | 9   | Ret | 15  | Ret | Ret | 11  | 9   | 7   | Ret | Ret | 7   | 7   | 7   | 48  | 8º       |
| 2017                                                                          | C36 Ferrari 059/5 V6 Turbo P   |                          | AUS | CHN | BAR | RUS     | ESP | MON | CAN | AZE | AUT | GBR | HUN | BEL | ITA | SIN | MAL | JAP | EUA | MEX | BRA | ABU |     | 5   | 10º      |
| 2017                                                                          | C36 Ferrari 059/5 V6 Turbo P   | Marcus Ericsson          | Ret | 15  | Ret | 15      | 11  | Ret | 13  | 11  | 15  | 14  | 16  | 16  | 18† | Ret | 18  | Ret | 15  | Ret | 13  | 17  |     | 5   | 10º      |
| 2017                                                                          | C36 Ferrari 059/5 V6 Turbo P   | Pascal Wehrlein          | Les | Les | 11  | 16      | 8   | Ret | 15  | 10  | 14  | 17  | 15  | Ret | 16  | 12  | 17  | 15  | Ret | 14  | 14  | 14  |     | 5   | 10º      |
| 2017                                                                          | C36 Ferrari 059/5 V6 Turbo P   | Antonio Giovinazzi       | 12  | Ret |     |         |     |     |     |     |     |     |     |     |     |     |     |     |     |     |     |     |     | 5   | 10º      |
| 2016                                                                          | C35 Ferrari 059/5 V6 Turbo P   |                          | AUS | BAR | CHN | RUS     | ESP | MON | CAN | EUR | AUT | GBR | HUN | ALE | BEL | ITA | SIN | MAL | JAP | EUA | MEX | BRA | ABU | 2   | 10º      |
| 2016                                                                          | C35 Ferrari 059/5 V6 Turbo P   | Marcus Ericsson          | Ret | 12  | 16  | 14      | 12  | Ret | 15  | 17  | 15  | Ret | 20  | 18  | Ret | 16  | 17  | 12  | 15  | 14  | 11  | Ret | 15  | 2   | 10º      |
| 2016                                                                          | C35 Ferrari 059/5 V6 Turbo P   | Felipe Nasr              | 15  | 14  | 20  | 16      | 14  | Ret | 18  | 12  | 13  | 15  | 17  | Ret | 17  | Ret | 13  | Ret | 19  | 15  | 15  | 9   | 16  | 2   | 10º      |
| 2015                                                                          | C34 Ferrari 059/4 V6 Turbo P   |                          | AUS | MAL | BAR | CHN     | ESP | MON | CAN | AUT | GBR | HUN | BEL | ITA | SIN | JAP | RUS | EUA | MEX | BRA | ABU |     |     | 36  | 8º       |
| 2015                                                                          | C34 Ferrari 059/4 V6 Turbo P   | Marcus Ericsson          | 8   | Ret | 10  | 14      | 14  | 13  | 14  | 13  | 11  | 10  | 10  | 9   | 11  | 14  | Ret | Ret | 12  | 16  | 14  |     |     | 36  | 8º       |
| 2015                                                                          | C34 Ferrari 059/4 V6 Turbo P   | Felipe Nasr              | 5   | 12  | 8   | 12      | 12  | 9   | 16  | 11  | DNS | 11  | 11  | 13  | 10  | 20† | 6   | 9   | Ret | 13  | 15  |     |     | 36  | 8º       |
| 2014                                                                          | C33 Ferrari 059/3 V6 Turbo P   |                          | AUS | MAL | BAR | CHN     | ESP | MON | CAN | AUT | GBR | ALE | HUN | BEL | ITA | SIN | JAP | RUS | EUA | BRA | ABU |     |     | 0   | NC (10º) |
| 2014                                                                          | C33 Ferrari 059/3 V6 Turbo P   | Esteban Gutiérrez        | 12  | Ret | Ret | 16      | 16  | Ret | 14† | 19  | Ret | 14  | Ret | 15  | 20  | Ret | 13  | 15  | 14  | 14  | 15  |     |     | 0   | NC (10º) |
| 2014                                                                          | C33 Ferrari 059/3 V6 Turbo P   | Adrian Sutil             | 11  | Ret | Ret | Ret     | 17  | Ret | 13  | 13  | 13  | Ret | 11  | 14  | 15  | Ret | 21† | 16  | Ret | 16  | 16  |     |     | 0   | NC (10º) |
| 2013                                                                          | C32 Ferrari 056 V8 P           |                          | AUS | MAL | CHN | BAR     | ESP | MON | CAN | GBR | ALE | HUN | BEL | ITA | SIN | JAP | COR | IND | ABU | EUA | BRA |     |     | 57  | 7º       |
| 2013                                                                          | C32 Ferrari 056 V8 P           | Nico Hülkenberg          | DNS | 8   | 10  | 12      | 15  | 11  | Ret | 10  | 10  | 11  | 13  | 5   | 9   | 4   | 6   | 19† | 14  | 6   | 8   |     |     | 57  | 7º       |
| 2013                                                                          | C32 Ferrari 056 V8 P           | Esteban Gutiérrez        | 13  | 12  | Ret | 18      | 11  | 13  | 20† | 14  | 14  | Ret | 14  | 13  | 12  | 11  | 7   | 15  | 13  | 13  | 12  |     |     | 57  | 7º       |
| 2012                                                                          | C31 Ferrari 056 V8 P           |                          | AUS | MAL | CHN | BAR     | ESP | MON | CAN | EUR | GBR | ALE | HUN | BEL | ITA | SIN | JAP | COR | IND | ABU | EUA | BRA |     | 126 | 6º       |
| 2012                                                                          | C31 Ferrari 056 V8 P           | Kamui Kobayashi          | 6   | Ret | 10  | 13      | 5   | Ret | 9   | Ret | 11  | 4   | 18† | 13  | 9   | 13  | 3   | Ret | 14  | 6   | 14  | 9   |     | 126 | 6º       |
| 2012                                                                          | C31 Ferrari 056 V8 P           | Sergio Pérez             | 8   | 2   | 11  | 11      | Ret | 11  | 3   | 9   | Ret | 6   | 14  | Ret | 2   | 10  | Ret | 11  | Ret | 15  | 11  | Ret |     | 126 | 6º       |
| 2011                                                                          | C30 Ferrari 056 V8 P           |                          | AUS | MAL | CHN | TUR     | ESP | MON | CAN | EUR | GBR | ALE | HUN | BEL | ITA | SIN | JAP | COR | IND | ABU | BRA |     |     | 44  | 8º       |
| 2011                                                                          | C30 Ferrari 056 V8 P           | Kamui Kobayashi          | DSQ | 7   | 10  | 10      | 10  | 5   | 7   | 16  | Ret | 9   | 11  | 12  | Ret | 14  | 13  | 15  | Ret | 10  | 9   |     |     | 44  | 8º       |
| 2011                                                                          | C30 Ferrari 056 V8 P           | Sergio Pérez             | DSQ | Ret | 17  | 14      | 9   | DNS | PO  | 11  | 7   | 11  | 15  | Ret | Ret | 10  | 8   | 16  | 10  | 11  | 13  |     |     | 44  | 8º       |
| 2011                                                                          | C30 Ferrari 056 V8 P           | Pedro de la Rosa         |     |     |     |         |     |     | 12  |     |     |     |     |     |     |     |     |     |     |     |     |     |     | 44  | 8º       |
| 2010                                                                          | C29 Ferrari 056 V8 B           |                          | BAR | AUS | MAL | CHN     | ESP | MON | TUR | CAN | EUR | GBR | ALE | HUN | BEL | ITA | SIN | JAP | COR | BRA | ABU |     |     | 44  | 8º       |
| 2010                                                                          | C29 Ferrari 056 V8 B           | Kamui Kobayashi          | Ret | Ret | Ret | Ret     | 12  | Ret | 10  | Ret | 7   | 6   | 11  | 9   | 8   | Ret | Ret | 7   | 8   | 10  | 14  |     |     | 44  | 8º       |
| 2010                                                                          | C29 Ferrari 056 V8 B           | Pedro de la Rosa         | Ret | 12  | NL  | Ret     | Ret | Ret | 11  | Ret | 12  | Ret | 14  | 7   | 11  | 14  |     |     |     |     |     |     |     | 44  | 8º       |
| 2010                                                                          | C29 Ferrari 056 V8 B           | Nick Heidfeld            |     |     |     |         |     |     |     |     |     |     |     |     |     |     | Ret | 8   | 9   | 17  | 11  |     |     | 44  | 8º       |
| A Sauber não competiu como equipe independente de 2006 a 2009. Ver BMW Sauber |                                |                          |     |     |     |         |     |     |     |     |     |     |     |     |     |     |     |     |     |     |     |     |     |     |          |
| 2005                                                                          | C24 Petronas 05A V10* M        |                          | AUS | MAL | BAR | SMR     | ESP | MON | EUR | CAN | EUA | FRA | GBR | ALE | HUN | TUR | ITA | BEL | BRA | JAP | CHN |     |     | 20  | 8°       |
| 2005                                                                          | C24 Petronas 05A V10* M        | Jacques Villeneuve       | 13  | Ret | 11  | 4       | Ret | 11  | 13  | 9   | DNS | 8   | 14  | 15  | Ret | 11  | 11  | 6   | 12  | 12  | 10  |     |     | 20  | 8°       |
| 2005                                                                          | C24 Petronas 05A V10* M        | Felipe Massa             | 10  | 10  | 7   | 10      | 11  | 9   | 14  | 4   | DNS | Ret | 10  | 8   | 14  | Ret | 9   | 10  | 11  | 10  | 6   |     |     | 20  | 8°       |
| 2004                                                                          | C23 Petronas 04A V10 B         |                          | AUS | MAL | BAR | SMR     | ESP | MON | EUR | CAN | EUA | FRA | GBR | ALE | HUN | BEL | ITA | CHN | JAP | BRA |     |     |     | 34  | 6°       |
| 2004                                                                          | C23 Petronas 04A V10 B         | Giancarlo Fisichella     | 10  | 11  | 11  | 9       | 7   | Ret | 6   | 4   | 9   | 12  | 6   | 9   | 8   | 5   | 8   | 7   | 8   | 9   |     |     |     | 34  | 6°       |
| 2004                                                                          | C23 Petronas 04A V10 B         | Felipe Massa             | Ret | 8   | 12  | 10      | 9   | 5   | 9   | Ret | Ret | 13  | 9   | 13  | Ret | 4   | 12  | 8   | 9   | 8   |     |     |     | 34  | 6°       |
| 2003                                                                          | C22 Petronas 03A V10 B         |                          | AUS | MAL | BRA | SMR     | ESP | AUT | MON | CAN | EUR | FRA | GBR | ALE | HUN | ITA | EUA | JAP |     |     |     |     |     | 19  | 6°       |
| 2003                                                                          | C22 Petronas 03A V10 B         | Nick Heidfeld            | Ret | 8   | Ret | 10      | 10  | Ret | 11  | Ret | 8   | 13  | 17  | 10  | 9   | 9   | 5   | 9   |     |     |     |     |     | 19  | 6°       |
| 2003                                                                          | C22 Petronas 03A V10 B         | Heinz-Harald Frentzen    | 6   | 9   | 5   | 11      | Ret | DNS | Ret | Ret | 9   | 12  | 12  | Ret | Ret | 13  | 3   | Ret |     |     |     |     |     | 19  | 6°       |
| 2002                                                                          | C21 Petronas 02A V10 B         |                          | AUS | MAL | BRA | SMR     | ESP | AUT | MON | CAN | EUR | GBR | FRA | ALE | HUN | BEL | ITA | EUA | JAP |     |     |     |     | 11  | 5°       |
| 2002                                                                          | C21 Petronas 02A V10 B         | Nick Heidfeld            | Ret | 5   | Ret | 10      | 4   | Ret | 8   | 12  | 7   | 6   | 7   | 6   | 9   | 10  | 10  | 9   | 7   |     |     |     |     | 11  | 5°       |
| 2002                                                                          | C21 Petronas 02A V10 B         | Felipe Massa             | Ret | 6   | Ret | 8       | 5   | Ret | Ret | 9   | 6   | 9   | Ret | 7   | 7   | Ret | Ret |     | Ret |     |     |     |     | 11  | 5°       |
| 2002                                                                          | C21 Petronas 02A V10 B         | Heinz-Harald Frentzen    |     |     |     |         |     |     |     |     |     |     |     |     |     |     |     | 13  |     |     |     |     |     | 11  | 5°       |
| 2001                                                                          | C20 Petronas 01A V10 B         |                          | AUS | MAL | BRA | SMR     | ESP | AUT | MON | CAN | EUR | FRA | GBR | ALE | HUN | BEL | ITA | EUA | JAP |     |     |     |     | 21  | 4°       |
| 2001                                                                          | C20 Petronas 01A V10 B         | Nick Heidfeld            | 4   | Ret | 3   | 7       | 6   | 9   | Ret | Ret | Ret | 6   | 6   | Ret | 6   | Ret | 11  | 6   | 9   |     |     |     |     | 21  | 4°       |
| 2001                                                                          | C20 Petronas 01A V10 B         | Kimi Räikkönen           | 6   | Ret | Ret | Ret     | 8   | 4   | 10  | 4   | 10  | 7   | 5   | Ret | 7   | DNS | 7   | Ret | Ret |     |     |     |     | 21  | 4°       |
| 2000                                                                          | C19 Petronas SPE-04A V10 B     |                          | AUS | BRA | SMR | GBR     | ESP | EUR | MON | CAN | FRA | AUT | ALE | HUN | BEL | ITA | EUA | JAP | MAL |     |     |     |     | 6   | 8°       |
| 2000                                                                          | C19 Petronas SPE-04A V10 B     | Pedro Paulo Diniz        | Ret | WD  | 8   | 11      | Ret | 7   | Ret | 10  | 11  | 9   | Ret | Ret | 11  | 8   | 8   | 11  | Ret |     |     |     |     | 6   | 8°       |
| 2000                                                                          | C19 Petronas SPE-04A V10 B     | Mika Salo                | DSQ | WD  | 6   | 8       | 7   | Ret | 5   | Ret | 10  | 6   | 5   | 10  | 9   | 7   | Ret | 10  | 8   |     |     |     |     | 6   | 8°       |
| 1999                                                                          | C18 Petronas SPE-03A V10 B     |                          | AUS | BRA | SMR | MON     | ESP | CAN | FRA | GBR | AUT | ALE | HUN | BEL | ITA | EUR | MAL | JAP |     |     |     |     |     | 5   | 8°       |
| 1999                                                                          | C18 Petronas SPE-03A V10 B     | Jean Alesi               | Ret | Ret | 6   | Ret     | Ret | Ret | Ret | 14  | Ret | 8   | 16  | 9   | 9   | Ret | 7   | 6   |     |     |     |     |     | 5   | 8°       |
| 1999                                                                          | C18 Petronas SPE-03A V10 B     | Pedro Paulo Diniz        | Ret | Ret | Ret | Ret     | Ret | 6   | Ret | 6   | 6   | Ret | Ret | Ret | Ret | Ret | Ret | 11  |     |     |     |     |     | 5   | 8°       |
| 1998                                                                          | C17 Petronas SPE-01D V10 G     |                          | AUS | BRA | ARG | SMR     | ESP | MON | CAN | FRA | GBR | AUT | ALE | HUN | BEL | ITA | LUX | JAP |     |     |     |     |     | 10  | 6°       |
| 1998                                                                          | C17 Petronas SPE-01D V10 G     | Jean Alesi               | Ret | 9   | 5   | 6       | 10  | 12† | Ret | 7   | Ret | Ret | 10  | 7   | 3   | 5   | 10  | 7   |     |     |     |     |     | 10  | 6°       |
| 1998                                                                          | C17 Petronas SPE-01D V10 G     | Johnny Herbert           | 6   | 11  | Ret | Ret     | 7   | 7   | Ret | 8   | Ret | 8   | Ret | 10  | Ret | Ret | Ret | 10  |     |     |     |     |     | 10  | 6°       |
| 1997                                                                          | C16 Petronas SPE-01 V10 G      |                          | AUS | BRA | ARG | SMR     | MON | ESP | CAN | FRA | GBR | ALE | HUN | BEL | ITA | AUT | LUX | JAP | EUR |     |     |     |     | 16  | 7º       |
| 1997                                                                          | C16 Petronas SPE-01 V10 G      | Johnny Herbert           | Ret | 7   | 4   | Ret     | Ret | 5   | 5   | 8   | Ret | Ret | 3   | 4   | Ret | 8   | 7   | 6   | 8   |     |     |     |     | 16  | 7º       |
| 1997                                                                          | C16 Petronas SPE-01 V10 G      | Nicola Larini            | 6   | 11  | Ret | 7       | Ret |     |     |     |     |     |     |     |     |     |     |     |     |     |     |     |     | 16  | 7º       |
| 1997                                                                          | C16 Petronas SPE-01 V10 G      | Gianni Morbidelli        |     |     |     |         |     | 14  | 10  |     |     |     | Ret | 9   | 12  | 9   | 9   | DNS |     |     |     |     |     | 16  | 7º       |
| 1997                                                                          | C16 Petronas SPE-01 V10 G      | Norberto Fontana         |     |     |     |         |     |     |     | Ret | 9   | 9   |     |     |     |     |     |     | 14  |     |     |     |     | 16  | 7º       |
| 1996                                                                          | C15 Ford JD Zetec-R V10 G      |                          | AUS | BRA | ARG | EUR     | SMR | MON | ESP | CAN | FRA | GBR | ALE | HUN | BEL | ITA | POR | JAP |     |     |     |     |     | 11  | 7°       |
| 1996                                                                          | C15 Ford JD Zetec-R V10 G      | Johnny Herbert           | DNS | Ret | 9   | 7       | Ret | 3   | Ret | 7   | DSQ | 9   | Ret | Ret | Ret | 9†  | 8   | 10  |     |     |     |     |     | 11  | 7°       |
| 1996                                                                          | C15 Ford JD Zetec-R V10 G      | Heinz-Harald Frentzen    | 8   | Ret | Ret | Ret     | Ret | 4†  | 4   | Ret | Ret | 8   | 8   | Ret | Ret | Ret | 7   | 6   |     |     |     |     |     | 11  | 7°       |
| 1995                                                                          | C14 Ford ECA Zetec-R V10 G     |                          | BRA | ARG | SMR | ESP     | MON | CAN | FRA | GBR | ALE | HUN | BEL | ITA | POR | EUR | PAC | JAP | AUS |     |     |     |     | 18  | 7°       |
| 1995                                                                          | C14 Ford ECA Zetec-R V10 G     | Karl Wendlinger          | Ret | Ret | Ret | 13      |     |     |     |     |     |     |     |     |     |     |     | 10  | Ret |     |     |     |     | 18  | 7°       |
| 1995                                                                          | C14 Ford ECA Zetec-R V10 G     | Jean-Christophe Boullion |     |     |     |         | 8†  | Ret | Ret | 9   | 5   | 10  | 11  | 6   | 12  | Ret | Ret |     |     |     |     |     |     | 18  | 7°       |
| 1995                                                                          | C14 Ford ECA Zetec-R V10 G     | Heinz-Harald Frentzen    | Ret | 5   | 6   | 8       | 6   | Ret | 10  | 6   | Ret | 5   | 4   | 3   | 6   | Ret | 7   | 8   | Ret |     |     |     |     | 18  | 7°       |
| 1994                                                                          | C13 Mercedes 2175B V10 G       |                          | BRA | PAC | SMR | MON     | ESP | CAN | FRA | GBR | ALE | HUN | BEL | ITA | POR | EUR | JAP | AUS |     |     |     |     |     | 12  | 8°       |
| 1994                                                                          | C13 Mercedes 2175B V10 G       | Karl Wendlinger          | 6   | Ret | 4   | DNQ     |     |     |     |     |     |     |     |     |     |     |     |     |     |     |     |     |     | 12  | 8°       |
| 1994                                                                          | C13 Mercedes 2175B V10 G       | Andrea de Cesaris        |     |     |     |         |     | Ret | 6   | Ret | Ret | Ret | Ret | Ret | Ret | Ret |     |     |     |     |     |     |     | 12  | 8°       |
| 1994                                                                          | C13 Mercedes 2175B V10 G       | JJ Lehto                 |     |     |     |         |     |     |     |     |     |     |     |     |     |     | Ret | 10  |     |     |     |     |     | 12  | 8°       |
| 1994                                                                          | C13 Mercedes 2175B V10 G       | Heinz-Harald Frentzen    | Ret | 5   | 7   | WD/ DNQ | Ret | Ret | 4   | 7   | Ret | Ret | Ret | Ret | Ret | 6   | 6   | 7   |     |     |     |     |     | 12  | 8°       |
| 1993                                                                          | C12 Ilmor LH10 V10 G           |                          | AFR | BRA | EUR | SMR     | ESP | MON | CAN | FRA | GBR | ALE | HUN | BEL | ITA | POR | JAP | AUS |     |     |     |     |     | 12  | 7°       |
| 1993                                                                          | C12 Ilmor LH10 V10 G           | Karl Wendlinger          | Ret | Ret | Ret | Ret     | Ret | 13  | 6   | Ret | Ret | 9   | 6   | Ret | 4   | 5   | Ret | 15  |     |     |     |     |     | 12  | 7°       |
| 1993                                                                          | C12 Ilmor LH10 V10 G           | JJ Lehto                 | 5   | Ret | Ret | 4†      | Ret | Ret | 7   | Ret | 8   | Ret | Ret | 9   | Ret | 7   | 8   | Ret |     |     |     |     |     | 12  | 7°       |

* O motor utilizado é Ferrari renomeado de Petronas.

† Não terminou o Grande Prêmio, mas foi classificado pois completou mais de 90% da distância da corrida.

## Sauber Junior Team
Em novembro de 2018, a Sauber estabeleceu uma parceria com a equipe tcheca Charouz Racing System para formar a Sauber Junior Team, seguida pela criação de uma equipe de kart em março de 2019. Em 2020, a Sauber relançou a equipe júnior como Sauber Academy e se separou da Charouz.